# Maquis de l'Ain et du Haut-Jura
Vous lisez un « bon article » labellisé en 2015.
Seconde Guerre mondiale
Batailles
- opération Caporal[note 3] du 5 au 13 février 1944
- opération Frühling[note 4] du 7 au 18 avril 1944
- opération Treffenfeld du 11 au 21 juillet 1944
- bataille de Meximieux du 31 août au 2 septembre 1944

2e campagne de France
- Corse
- Limousin
- Ain et Haut-Jura
- Les Glières
- Ascq
- Division Brehmer
- Mont Mouchet
- Opérations SAS en Bretagne
- Bataille de Normandie
- Guéret
- Brigade Jesser
- Cornil
- 1er Tulle
- 2e Tulle
- Argenton-sur-Creuse
- Oradour-sur-Glane
- 1er Ussel
- Saint-Marcel
- Saffré
- Mont Gargan
- Vercors
- Penguerec
- Lioran
- Égletons
- 2e Ussel
- Débarquement de Provence
- Port-Cros
- La Ciotat
- Toulon
- Martigues
- Marseille
- Nice
- Rennes
- Saint-Malo
- Brest
- Paris
- Mont-de-Marsan
- Montélimar
- Maillé
- Écueillé
- La Saulx
- Meximieux
- Nancy
- Colonne Elster
- Dunkerque
- Arracourt
- Saint-Nazaire
- Lorient
- Metz
- Royan et de la pointe de Grave
- Campagne de Lorraine
- Colmar

Front d'Europe de l'Ouest
Front d'Europe de l'Est
Campagnes d'Afrique, du Moyen-Orient et de Méditerranée
Bataille de l'Atlantique
Guerre du Pacifique
Guerre sino-japonaise
Les maquis de l'Ain et du Haut-Jura sont des groupes de résistants français et étrangers qui ont opéré et trouvé refuge dans les montagnes et forêts du Bugey et du Haut-Jura durant la Seconde Guerre mondiale.
Ces groupes ont commencé à se former dès le début de l'année 1943, où l'impopularité à l'encontre du régime de Vichy s'accroît en raison de la réquisition forcée d'ouvriers pour le service du travail obligatoire. L'organisation sous forme de camp est l'œuvre de Henri Romans-Petit qui répartit ces personnes dans différentes fermes isolées sur les reliefs du Haut-Bugey. Une organisation militaire est mise en place, notamment grâce à la création d'une école des cadres à Montgriffon, en juin 1943.
Plusieurs actions notables sont menées au cours de l'histoire du maquis. Les premières d'envergure sont les prises des dépôts d'intendance des Chantiers de la jeunesse à Artemare puis l'intendance de l'Armée à Bourg-en-Bresse en septembre 1943. Le fait marquant du maquis de l'Ain et du Haut-Jura est l'organisation d'un défilé le 11 novembre 1943 à Oyonnax par une troupe d'environ deux cents maquisards, le jour marquant l'anniversaire de l'armistice de 1918. L'événement est rapporté dans la presse clandestine ainsi qu'à la radio de Londres, offrant à la Résistance une existence concrète aux yeux de la population française et aux Alliés.
Considérés comme des terroristes, ces groupes sont la cible d'une forte répression. Dans un premier temps, l'objectif de destruction du maquis est confié aux forces de Vichy : des opérations ponctuelles et ciblées ont lieu régulièrement. Dans un second temps, à partir de la fin de l'année 1943, devant la montée en puissance du maquis, la Wehrmacht tente d'anéantir les camps de maquisards. Plusieurs opérations sont menées par les Allemands en février, avril et juillet 1944. Malgré les pertes humaines et matérielles, la résistance se maintient et des sabotages ont lieu sur les axes de communications routiers et ferroviaires pour ralentir l'avancée des convois allemands. Le département de l'Ain se libère en septembre 1944, mettant fin à la lutte armée des maquisards du département.

## Histoire

### Création du maquis

#### Débuts de la résistance dans l'Ain

La ligne de démarcation durant l'occupation.

L'occupation de la France par l'Allemagne nazie pendant la Seconde Guerre mondiale entraîne la découpe du territoire français en deux parties soumises à deux législations différentes. Entre les mois de juin 1940 et novembre 1942, le département de l'Ain est inclus dans la zone libre soumise au Régime de Vichy, sauf le Pays de Gex qui fait partie de la zone interdite. Des lois sont mises en place dès le 4 octobre 1940 pour placer les « étrangers de race juive » dans des camps d'internement français. Les persécutions s'intensifiant vers la fin de l'année 1942, une partie de la population décide d'assister les victimes de ces persécutions et forme les premiers groupes de résistance civile.
Dès 1941, des élèves du lycée Lalande à Bourg-en-Bresse s'unissent pour tenter de s'opposer au Régime de Vichy. En octobre, ils forment un groupe de six personnes dont les actions sont la distribution de tracts et de journaux clandestins. D'autres élèves rejoignent l'organisation qui comptera jusqu'à trente membres à la fin de l'année. Le mouvement s'élargit grâce aux internes qui créent des groupes dans leurs communes d'origine Pont-de-Vaux, Nantua, Bellegarde-sur-Valserine, Oyonnax et Belley. Le groupe acquiert le nom de « Forces unies de la jeunesse » en novembre 1942.

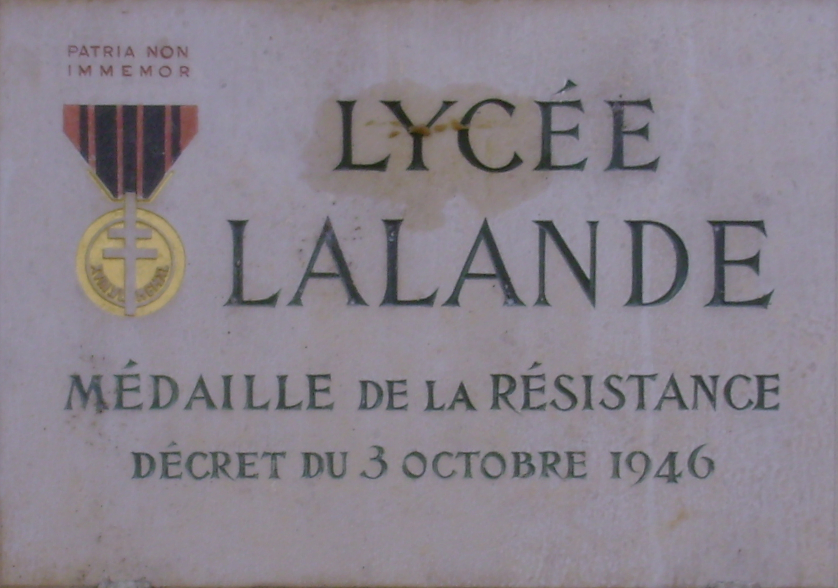
Plaque commémorant la médaille de la Résistance décernée au lycée Lalande.

Dans un même temps, l'occupant met en place la Relève, dont le but est d'envoyer des travailleurs français en Allemagne participer à l'effort de guerre du Reich, en échange de la promesse de libérations de prisonniers de guerre. Cette main d'œuvre est constituée de volontaires, auxquels on a promis un bon salaire et une bonne nourriture. À partir de la fin de l'année 1943, cette participation volontaire est remplacée par un « service du travail obligatoire », couramment abrégé STO. Pour y échapper, de nombreux réfractaires décident de se cacher.
Fin 1941, Henri Petit est engagé dans le réseau Espoir à Saint-Étienne. Lors de la fête de Noël, un résistant indépendant, Marcel Demia, maraîcher-horticulteur de la commune d'Ambérieu-en-Bugey, s'y rend pour visiter ses parents. Les deux hommes se rencontrent et échangent leurs points de vue sur la situation. Leur engagement commun incite Henri Petit à découvrir l'organisation de la Résistance dans le département de l'Ain. Marcel Demia lui parle des jeunes réfractaires qu'il a placés dans des fermes isolées et des difficultés qu'il rencontre dans son organisation. Henri Petit arrive dans l'Ain à la fin de l'année 1942 et commence à aider les réfractaires du STO à trouver refuge chez des habitants locaux. Il les incite également à trouver un travail.

#### Mise en place des camps

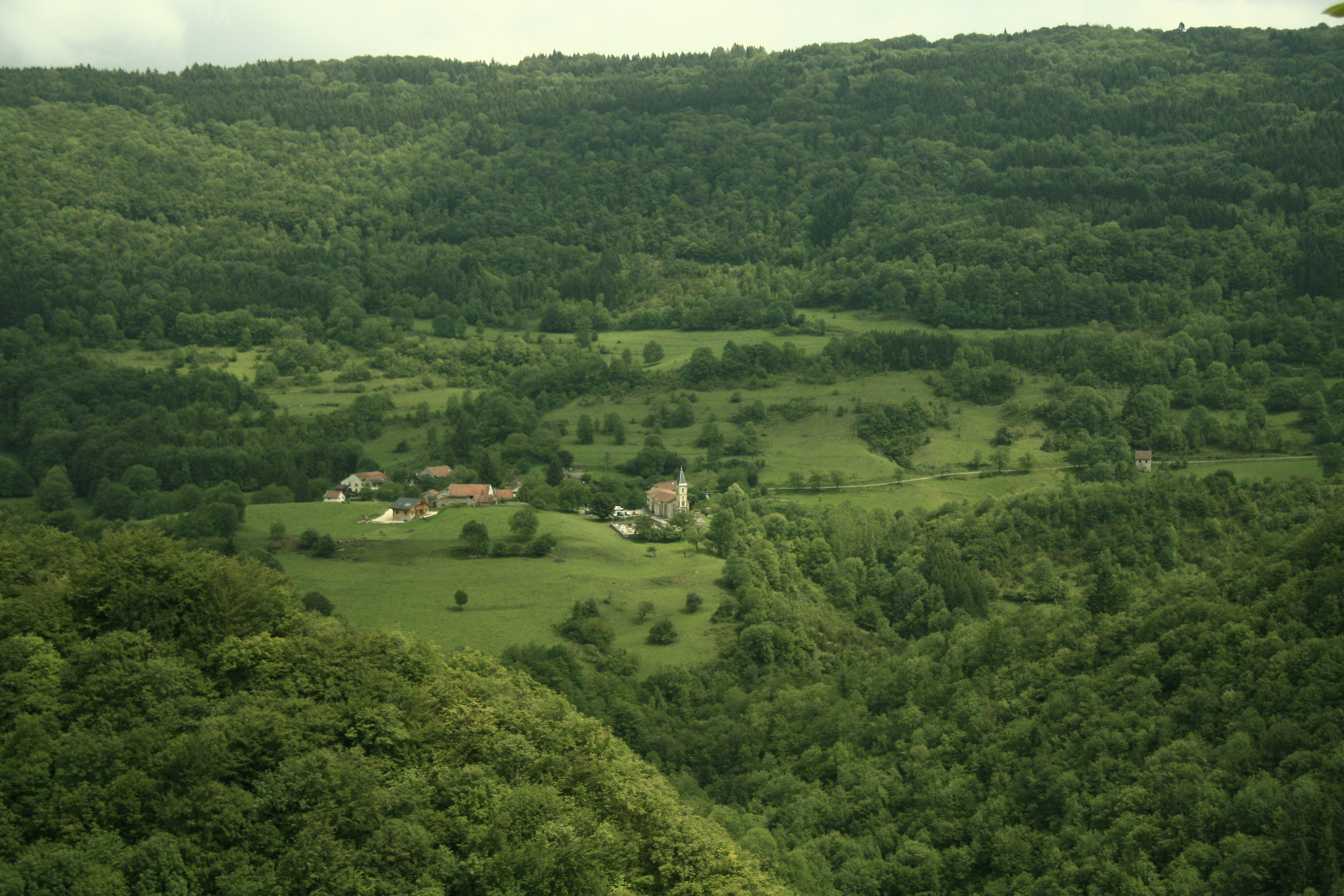
Aux Pézières, la route pour Malaval, Colognat et les fermes des Gorges.

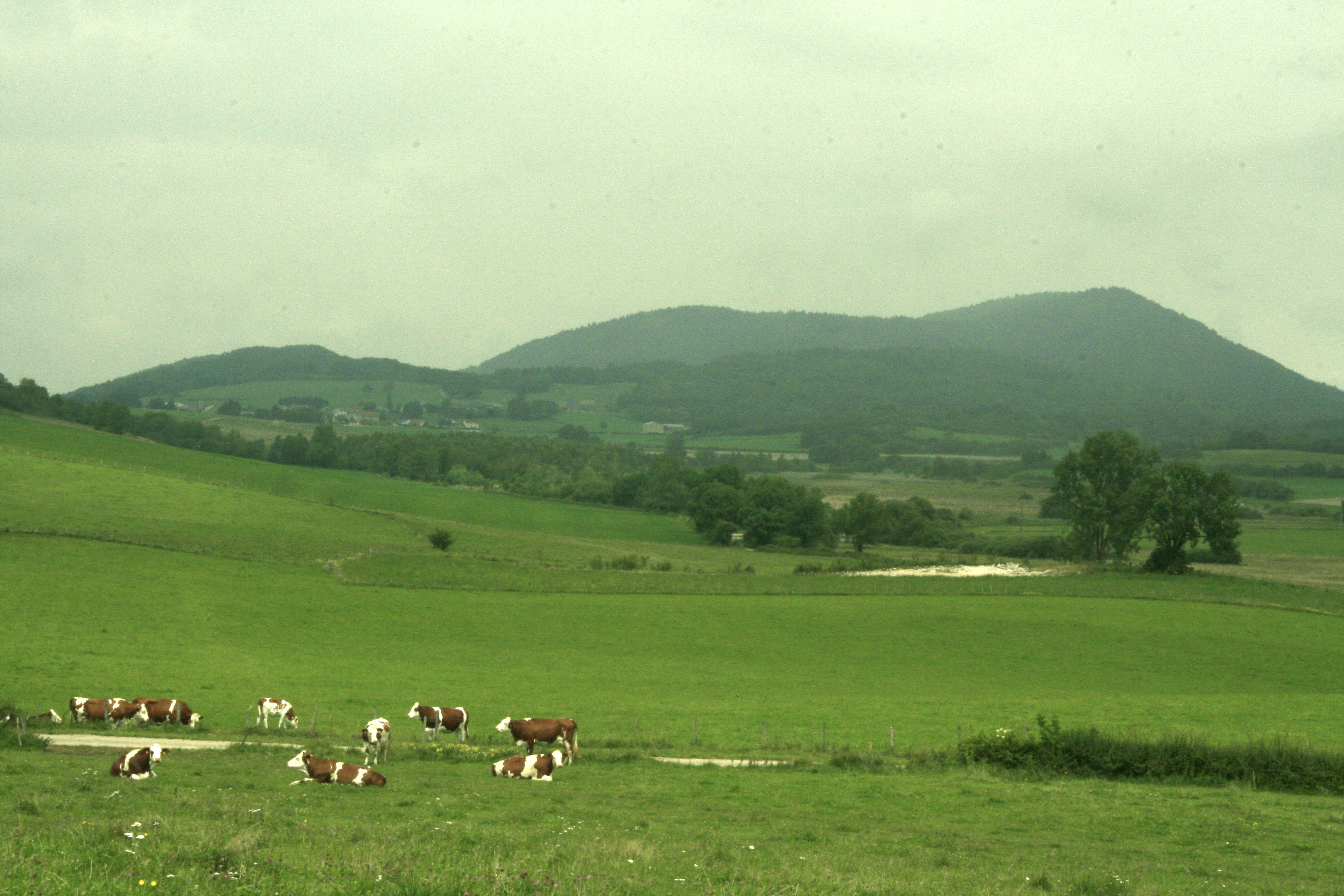
Le mont de l'Avocat vue d'Aranc.

À la fin de l'année 1942, des réfractaires au STO sont cachés par groupe de deux ou trois autour des villages d'Aranc, de Montgriffon et de Corlier. À Montgriffon, en janvier 1943, le nombre de réfractaires augmente dans la ferme des Gorges jusqu'à compter une vingtaine de membres. Cette ferme abandonnée et isolée est située au fond d'un ravin, à proximité immédiate d'un grand pré en pente et d'un ruisseau. Le hameau le plus proche est celui de Résinand. L'organisation d'encadrement et d'instruction militaire mise en place dans ce camp, pourtant moins peuplé que d'autres camps-refuges, en fait le premier camp de maquis.
Pour organiser ce premier camp de maquis du département de l'Ain et gérer l'arrivée de nouveaux réfractaires, les responsables départementaux de l'Armée secrète cherchent un responsable militaire par le biais de René Greusard. Aucun des officiers démobilisés des différents régiments du département et aucun responsable local de l'Armée secrète ne se manifeste pour effectuer cette mission. Il est fait appel au directoire régional des Mouvements unis de la Résistance et une réunion tenue en 1943 au Café français à Bourg-en-Bresse confirme Henri Romans-Petit comme responsable du maquis de l'Ain et du Haut-Jura.
En mai 1943, sur le mont de l'Avocat près de la commune d'Izenave, Pierre Marcault rassemble des réfractaires au STO et quelques volontaires originaires des communes de Villereversure et Bourg-en-Bresse. Les abris sont sommaires et composés de quelques tôles ondulées récupérées près des exploitations agricoles de la région ainsi que de branchages. Ce camp est surnommé « Bir-Hakeim » et devient également le refuge de quatre républicains espagnols travaillant dans une exploitation agricole. Le ravitaillement est assuré par les paysans d'Izenave et les « frères Turc » habitant la commune de Corlier.
La nuit du 9 au 10 juin 1943, aux granges de Faysse entre Aranc et Boyeux-Saint-Jérôme, Henri Romans-Petit organise la première réunion avec la vingtaine de personnes regroupées sur le mont de l'Avocat, dans l'objectif d'organiser le maquis. Ce lieu est désigné pour être le dépôt de vêtements et de vivres. Il craint un découragement de leur part et les place dans la ferme des Gorges, suivant les conseils de Marius Chavant, adjoint au maire de la commune de Montgriffon. Celle-ci à l'avantage d'être un emplacement géographique favorable à la mise en place de stratégies d'attaques. Manquant de moyens financiers pour l'achat de nourriture, il laisse les autres ayant un travail se loger chez des cultivateurs ou des artisans tout en restant en contact avec eux.

### Développement du maquis

#### Formation des maquisards

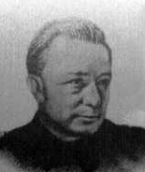
Portrait d'Henri Romans-Petit.

En avril 1943, Henri Romans-Petit crée une école de cadres à la ferme des Gorges près de Montgriffon. C'est la première structure de la région destinée à former les maquisards. Elle est assurée par Pierre Marcault et a pour but de former les différents chefs des maquis. Le souhait d'Henri Romans-Petit est de recruter des officiers et des sous-officiers de l'Armée d'armistice démobilisés pour encadrer les camps. Les candidatures sont rares, les maquisards ayant une réputation de terroristes.
Le 14 juillet 1943, de nombreux résistants se regroupent à la ferme de Terment pour célébrer la fête nationale malgré l'interdiction du Régime de Vichy. Les premiers groupes de maquis sont ainsi constitués et les promus de l'école des cadres répartis dans différents camps à Granges, Cize, Chougeat, Corlier et le Retord. Il s'agit de Pierre Marcault, Jean Vaudan, puis, plus tard, au mois d'août 1943, le lieutenant Henri Girousse et l'aspirant Noël Perrotot qui sont des officiers d'active. L'école des cadres est fermée à la fin du mois de juillet 1943, mais Pierre Marcault continue l'instruction au camp de Morez dont il a la charge.

Organisation géographique de la Résistance française.

Henri Romans-Petit devient rapidement le meneur de l'organisation du maquis et organise les différents camps en limitant le nombre d'occupants à soixante hommes. Le sous-chef régional de l'Armée secrète, Albert Chambonnet, ainsi que le président du directoire départemental des Mouvements unis de la Résistance, René Greusard décident, lors d'une réunion au Buffet de la gare de Bourg-en-Bresse au mois d'août 1943, de conforter Henri Romans-Petit comme responsable des maquis de l'Ain. Il lui est confié la tâche de placer sous son autorité les camps de réfractaires qui se sont formés spontanément dans le département.
En septembre 1943, pour gérer le flux des nouveaux arrivants et tenter de démasquer d'éventuels infiltrés, les nouvelles recrues sont reçues dans le camp du Mont près de Nantua, un centre dit de triage placé sous l'autorité de Gabriel Even. À partir de sa création, tous les candidats au maquis passent par le centre de triage. Les objectifs sont d'empêcher l'infiltration de miliciens dans les camps du maquis et de ne retenir que les hommes dont les capacités physiques et mentales sont suffisantes. Après validation de tests physiques et des interrogatoires, les hommes sélectionnés sont dirigés dans les divers camps du département.

« Une grosse déconvenue : il y a très peu d'armes — seulement pour la garde, pas de vêtements, pas de souliers. Notre rêve est fini, les conditions de vie au camp de triage seront très dures. Il paraît que c'est pour mieux détecter les agents ennemis…? […] Que penser de la galère où nous sommes, la pauvreté du camp de triage ? »

— Témoignage de René Goiffon dans son Journal du maquis pour son arrivée au camp de triage février 1944.
Les cadres répartissent leurs tâches à l'instruction des jeunes, qui dure un mois et doit leur permettre de s'adapter à la vie du maquis, mais également à la garde des camps. Des patrouilles sont organisées jour et nuit dans un rayon de trois kilomètres autour des fermes. Elles permettent de prévenir le camp en cas d'attaque inopinée. D'autres hommes sont placés en embuscade.

#### Premières actions des maquisards

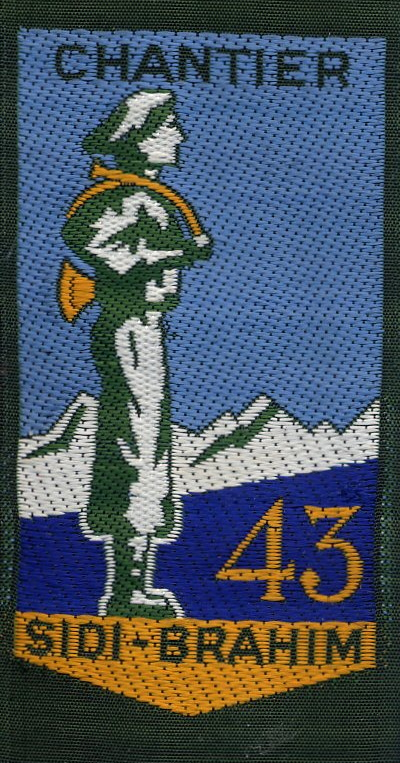
Insigne des CJF d'Artemare.

Les premiers groupes de maquis sont très peu armés. Une part de l'armement provient du mouvement Résistance-Fer qui reçoit de la part de l'armée britannique dès le 26 octobre 1942, des stocks d'explosifs et d'armes. Le groupe n'ayant besoin que d'explosifs pour réaliser leurs actions, les armes sont mises à la disposition des résistants de l'Ain. Les premiers parachutages de vivres et d'armes destinés au maquis arrivent dès le début de l'année 1943.
Les premières actions des maquisards consistent en une aide apportée notamment aux populations locales ou aux résistants, quelques engagements armés mais également différents sabotages contre l'occupant nazi. Ces actions permettent une reconnaissance par les populations et un accroissement du recrutement. Henri Romans-Petit et ses cadres mettent en place un emploi du temps précis où les rôles sont clairement définis. Outre les tours de garde et l'instruction militaire, les exercices physiques quotidiens permettent de maintenir les hommes en alerte.
L'enjeu ferroviaire est déjà connu au début de l'année 1943. Les premières attaques contre les lignes de chemin de fer ont lieu au printemps 1943, elles se multiplieront par la suite.
La première action d'envergure effectuée sous la direction d'Henri Romans-Petit est la prise du dépôt d'intendance des Chantiers de la jeunesse à Artemare dans la nuit du 10 septembre 1943. Le commando, après une minutieuse préparation et en quelques minutes, prend les uniformes que les maquisards utiliseront lors du défilé du 11 novembre 1943. Dix-huit jours plus tard, les maquisards s’attaquent à l'intendance de l'Armée à Bourg-en-Bresse. L'opération est préparée par Henri Girousse, qui a l'idée de se laisser enfermer un soir dans l’entrepôt. Il y consigne l'emplacement des vivres pour permettre une manœuvre rapide le lendemain. Le soir de l'opération, les dix tonnes de vivres sont chargées en moins de vingt minutes dans les camions.

### Maquis accusés de «terrorisme» par le Gouvernement français

#### Interventions desGMRet de la milice française
À partir de l'été 1943, des opérations visant à rechercher les réfractaires au STO sont réalisées. La première est prévue le 28 juin 1943 sur le plateau de Retord. La brigade de gendarmerie de Nantua s'associe au service départemental des Renseignements généraux de l'Ain et aux 72 gardes mobiles de réserve (GMR). Les gendarmes de Brénod sont désignés pour servir de guides aux GMR. Mais il existe une complicité entre la plupart des gendarmes de la commune et les maquisards installés sur le plateau. Une stratégie est mise en place pour éviter la confrontation. Les gendarmes vont guider les GMR jusqu'à la ferme du Gros-Turc qui était occupée par les maquis trois mois auparavant. Un feu y est allumé pour faire croire que les locaux sont occupés, et lors de l'approche des gendarmes, un groupe doit tirer en l'air et provoquer la fuite des GMR pensant être en infériorité numérique.
Aucune arrestation n'a lieu ce jour. Un des inspecteurs de Renseignements généraux écrit un rapport indiquant : « à notre arrivée sur les lieux d'opérations, à deux heures, au moment où nous descendions des cars, une fusée dégageant une lueur rouge est montée dans le ciel. »

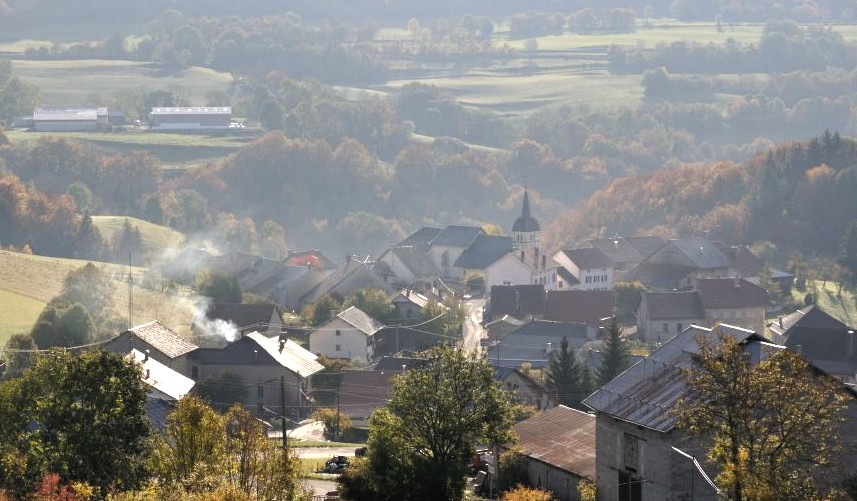
Vue du Petit-Abergement.

D'autres opérations ont lieu le lendemain au col de Richemond, à Brénod, au Petit-Abergement et dans la forêt de Champdor, mais aucun maquisard n'est arrêté. De leur côté, les militaires nazis réalisent une opération le 1er juillet. Elle se solde par l'arrestation de cinq hommes dont deux armés. La police et les GMR réalisent, avec succès, une nouvelle opération sur le plateau de Retord le 11 août 1943.
À la fin de l'été, les résistants de l'Ain multiplient les attentats à la personne. Les cibles sont les trafiquants du marché noir, les collaborationnistes et les membres du Service d'ordre légionnaire. À Bourg-en-Bresse, le général Marie-Eugène Debeney est grièvement blessé par une bombe placée dans la voiture avec laquelle il rentrait d'une cérémonie de la Légion des combattants le 29 août 1943. Il meurt le 6 novembre 1943.

#### Augmentation de l'armement et de la logistique des maquis
En juillet 1943, le commandant de la 27e brigade d'infanterie de montagne, Jean Vallette d'Osia, et ses cadres visitent les maquis de l'Ain. Il entre en contact avec la légation britannique à Berne, et demande des armes aux Alliés pour l'ensemble des groupes de maquis. C'est à partir de cette demande que se prépare pour le mois de septembre 1943 la première mission maquis interalliée, nommée mission Musc. La Special Operations Executive décide de n'envoyer que le minimum d'armes et de vivres nécessaires aux maquis. Les services ne pouvant pas garantir la discipline des hommes, le soutien ne doit avoir lieu qu'en cas d'attaque des GMR ou des troupes allemandes.

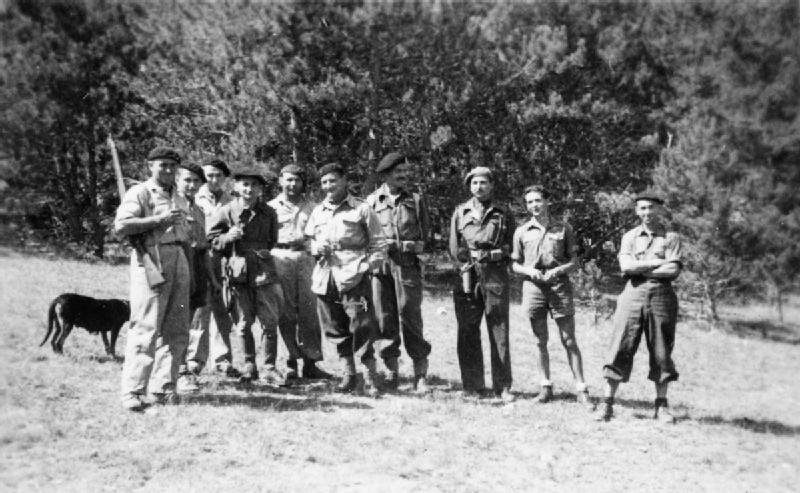
Maquisards en Savoie. Les troisième et quatrième en partant de la droite sont des membres du SOE.

Le début de la mission a lieu dans la nuit du 21 au 22 septembre 1943 sur un terrain situé au nord de Pont-de-Vaux. Un appareil bimoteur Lockheed Hudson dépose Richard Heslop du Special Operations Executive et Jean Rosenthal du Bureau central de renseignements et d'action qui se rendent en Haute-Savoie et Gérard Michel qui se rend dans le Vercors. La mission consiste en l'inspection des maquis de Savoie, de Haute-Savoie, d'Isère puis de ceux de l'Ain et du Jura. Le but est d'évaluer la discipline des camps et le nombre de combattants susceptibles d'être équipés et armés.
Ces visites se terminent avec le retour des hommes vers l'Angleterre dans la nuit de 16 au 17 octobre 1943. Au cours de la mission, huit camps sont visités, dont un camp dans le département de l'Ain. Henri Jaboulay indique dans un rapport que « les envoyés de Londres ont été frappés par ce qu'ils ont vu. Ils ne croyaient pas trouver des camps aussi bien organisés, entraînés, équipés, des hommes si bien décidés, une organisation complète ». Une seconde délégation arrive dans le Jura, sur un terrain au nord de la commune de Bletterans, dans la nuit du 18 au 19 octobre 1943. Elle est composée de Jean Rosenthal, Richard Heslop, Elizabeth Devereaux-Rochester et Owen Denis Johnson qui reviendra dans l'Ain en janvier 1944.
Richard Heslop reste dans l'Ain en relation avec Henri Romans-Petit et reste en liaison avec la Special Operations Executive pour la réception des ordres de missions, des fonds et des armes.

#### Nécessité de contrer l'image de terroristes

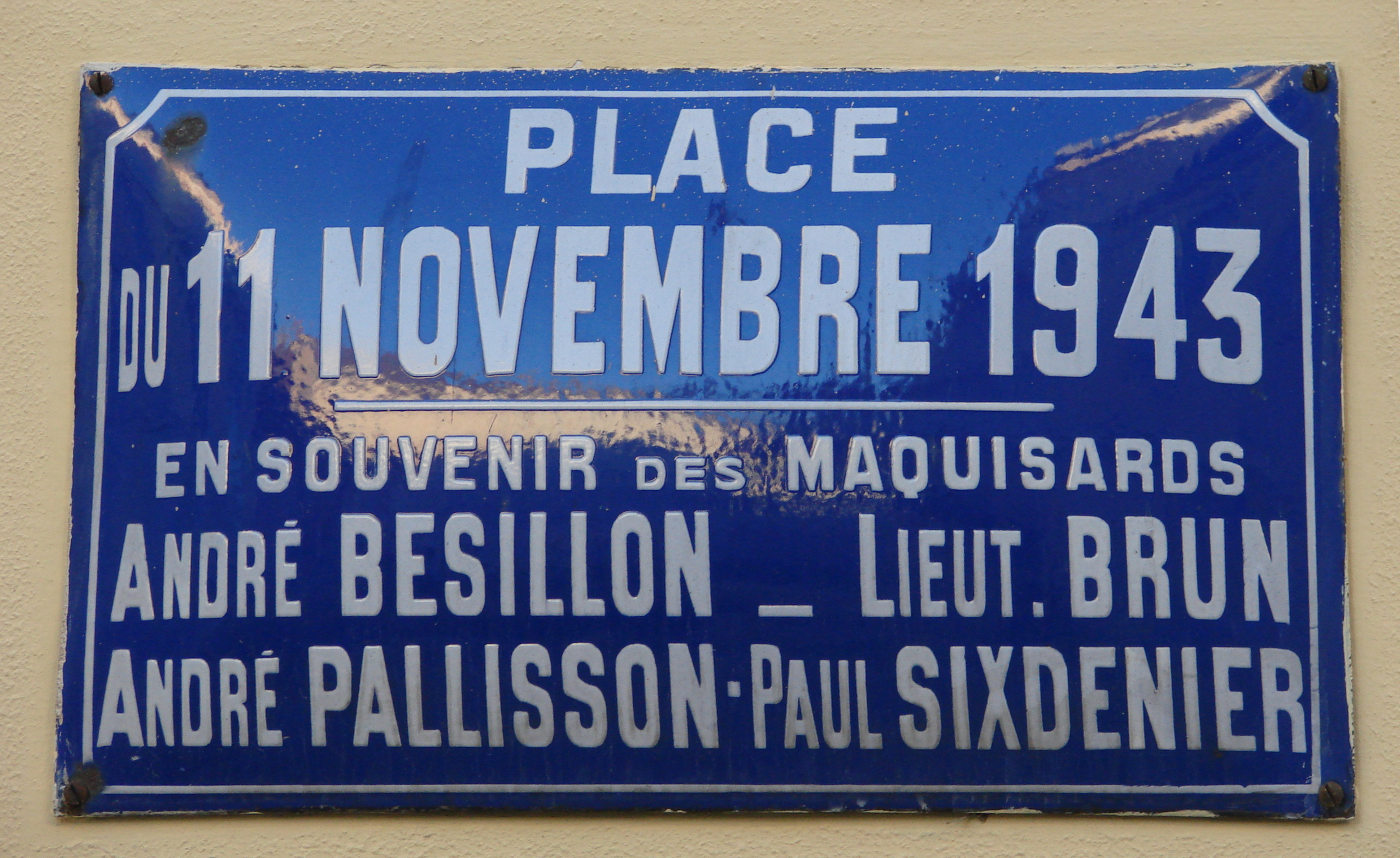
Place du 11 novembre 1943 - Oyonnax.

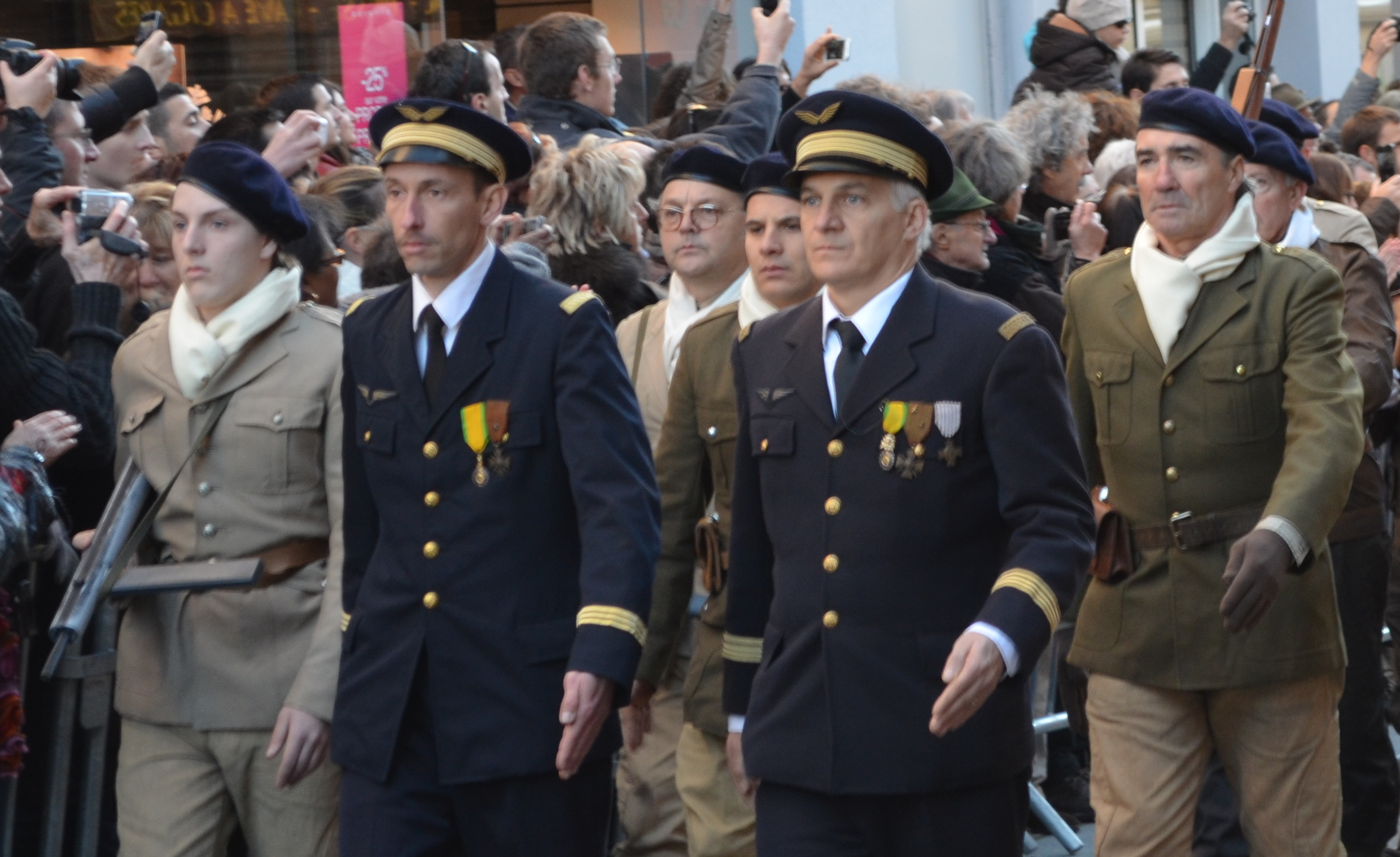
Cérémonie du du défilé du 11 novembre 1943 à Oyonnax.

À l'approche du 11 novembre 1943, vingt-cinquième anniversaire de l'Armistice de 1918, Henri Romans-Petit décide d'organiser un coup d'éclat : un défilé militaire qui permettra de contrer l'image de terroristes que le maréchal Pétain donne des maquisards. Le 11 novembre 1943, à Oyonnax, environ deux cents maquisards de l'Ain et du Haut-Jura, défilent jusqu'au monument aux morts pour y déposer une gerbe en forme de croix de Lorraine portant l'inscription : « Les vainqueurs de demain à ceux de 14-18 ».
Durant cette période, les Résistants du département restent en relation avec les services britanniques. Les parachutages de containers sont réguliers et à destination de toutes les formes de résistances du département. Le 3 novembre, un important parachutage permet la récupération d’explosifs et d'armes, dont 197 mitraillettes Sten et 50 pistolets.
À la suite du défilé du 11 novembre 1943 à Oyonnax, le gouvernement décide de mener des répressions dans le Haut-Bugey afin d'empêcher la population de sympathiser avec les maquisards. Après l'échec de l'attaque du camp des Granges par 500 GMR, le 18 novembre 1943, une seconde attaque est programmée quelques jours plus tard avec 1 500 GMR. Cependant, un accord entre Élie Deschamps et quelques chefs des GMR permet d'éviter l'affrontement.
Au début du mois de décembre 1943, Richard Heslop reçoit un message radio demandant le sabotage d'une centrale électrique au Creusot. Cette centrale alimente l'usine Schneider qui fabrique des locomotives, des pièces d'artillerie et des blindages de chars d'assaut pour le compte du Reich. Les maquis de l'Ain doivent être épaulés par trois équipes de Saône-et-Loire. Le 16 décembre 1943, les hommes se dirigent vers la centrale du Creusot où 80 soldats allemands sont présents pour monter la garde. Une trentaine de charges explosives sont placées mais le bilan de ce sabotage est un échec pour le maquis : trois morts, dont un officier et aucune explosion, les charges ayant été soit neutralisées par les Allemands, soit inopérantes à cause de détonateurs défectueux car stockés dans des endroits humides.

### Prise en charge de la répression par la Wehrmacht

#### Prise en compte du potentiel militaire des maquis par les Allemands
Jusqu'à l'automne 1943, les responsables allemands confient au gouvernement français la lutte contre les maquis. L'organisation du défilé à Oyonnax en novembre 1943 montre une complicité entre certaines forces de l'ordre françaises et les maquisards. Dans l'Ain, les gendarmes de Nantua et les policiers d'Oyonnax ont facilité sa réussite. D'autre part, les opérations confiées aux GMR se sont souvent conclues par un revers et les officiers allemands présents dans le département rapportent au préfet de l'Ain et au commandement allemand la montée en puissance de la Résistance dans le département. C'est en ce sens que le préfet de l'Ain écrit au préfet régional de Lyon le 27 novembre 1943 :

« J'ai pu faire admettre au chef du Verbindungsstab que l'impuissance de la police française était imputable à une pénurie d'effectifs et à une insuffisance d'armement. Il reste toutefois à craindre que l'autorité allemande n'intervienne à l'avenir directement contre ceux qu'elle croit responsables. »

Après le débarquement des Alliés en Afrique du Nord, et d'autant plus à partir du 14 décembre 1943 (à la suite du défilé), la répression s'intensifie dans la région : les Allemands mènent de brutales offensives sous forme de représailles, d'exécutions et de rafles. La première rafle a lieu à Nantua le 14 décembre. 400 soldats sont déployés dans la ville. Le docteur Émile Mercier, dénoncé comme étant le chef de secteur de la Résistance, est arrêté puis exécuté sur la route de Maillat. 150 hommes âgés de 18 à 50 ans sont déportés pour combler les vides créés par l'augmentation du nombre de réfractaires au STO. Les soldats allemands se rendent ensuite à Oyonnax pour réaffirmer leur puissance sur une population impressionnée par le défilé du 11 novembre 1943. Ils arrêtent et exécutent le maire de la ville, Paul Maréchal, et son adjoint, Auguste Sonthonnax, avant de rejoindre Arbent pour y exécuter le maire François Rochaix.

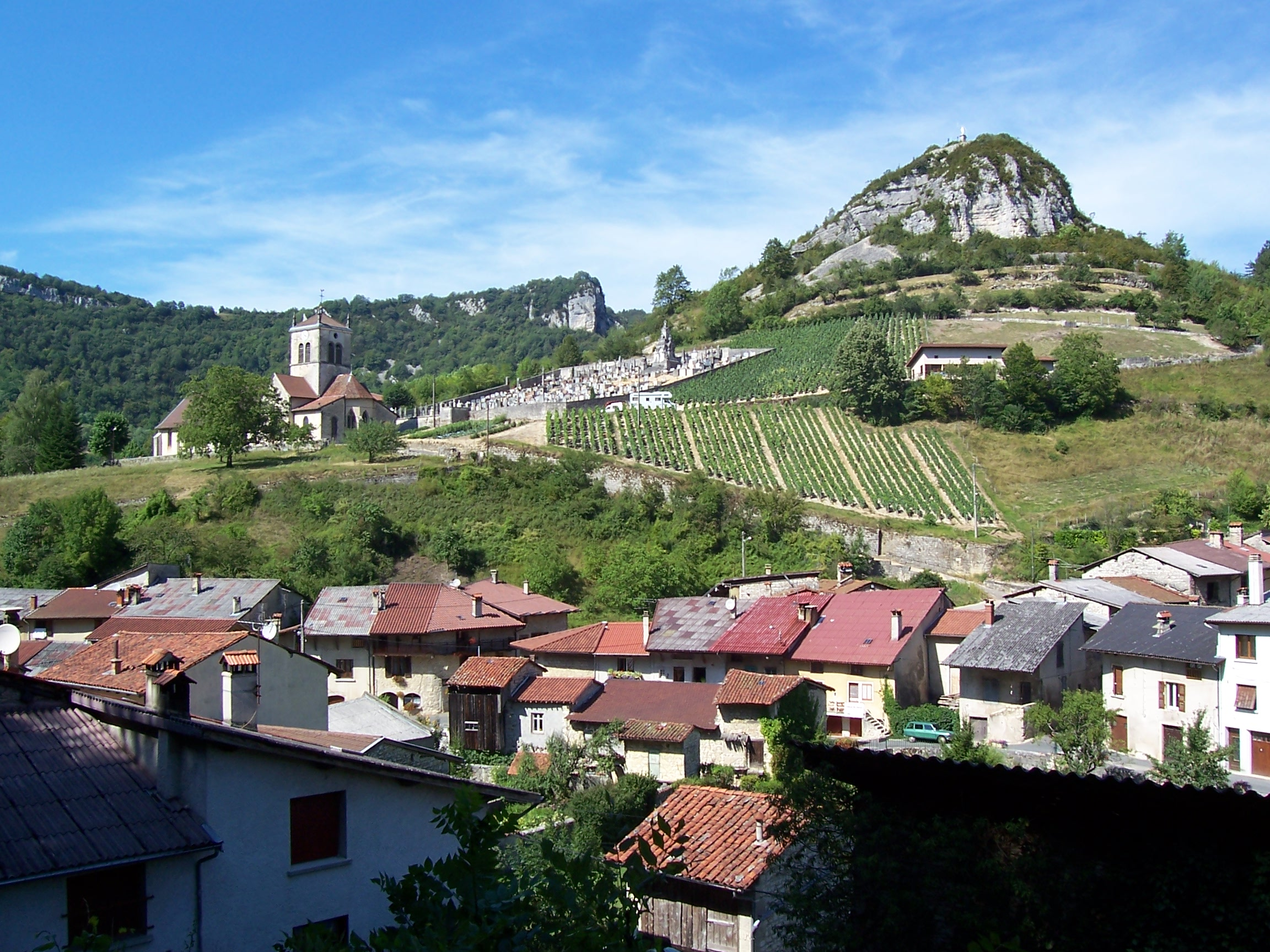
Vue de Cerdon.

Un autre rapport du préfet de l'Ain indique le 4 janvier 1944 que la crainte d'une nouvelle intervention allemande est de plus en plus forte. Celui du 26 janvier 1944 annonce une opération d'envergure prévue pour février. Les actions localisées de la police n'ayant aucun effet, une intervention militaire est nécessaire pour mettre fin aux actions de maquisards très mobiles et agissant en petits groupes. Des « unités dotées de moyen de transports rapides et d'armement suffisant, pourraient intervenir avec succès pour le maintien de l'ordre ». La programmation de l'opération Caporal est également justifiée par la multiplication des attaques maquisardes contre les convois allemands. Le 15 janvier 1944, par exemple, des hommes du camp Verduraz attaquent une voiture occupée par deux militaires allemands dans la montée de Cerdon, à proximité du Val d'Enfer. Le 20 janvier, deux camions contenant chacun cinq tonnes de carbure de calcium sont attaqués par les maquisards à Bohas et, le 24 janvier, trois gendarmes allemands sont tués à proximité du lac de Sylans.

#### Affaiblissement du maquis
Le 2 février 1944, les chefs des maquis de l'Ain envoient un ordre au camp de Pré Carré stipulant : « Pour soulager les Savoyards, cernés de toutes parts, faire des actions de diversion. Attaquer dans les plus brefs délais les postes installés au Pont de Seyssel et les désarmer. Les prisonniers devront être dirigés sans délai sur le Grand P.C. ». Trente hommes sont désignés pour effectuer les opérations. Ce même jour, sur une route à proximité de la commune d'Hotonnes, un des convois composé de 17 maquisards rencontre une colonne de trois camions allemands. Le groupe de maquisards tente de les prendre par surprise et lance un combat armé. Trente-deux Allemands sont tués et vingt-cinq blessés avant que les maquisards, en infériorité numérique, se replient dans les reliefs de la région. De retour sur les lieux, on découvre sept maquisards mutilés et tués ; trois absents, blessés, ont été recueillis par des habitants de la région. Un des véhicules des maquisards, qui est criblé de balles, est caché dans une ferme du hameau de la Rivoire sur la commune d'Hotonnes.
L'opération Caporal a lieu entre les 5 et 13 février 1944. 2 500 militaires sont présents dans le département sous le commandement du général Karl Pflaum. Ils en verrouillent les principaux axes de communication. L'objectif de l'opération n'est pas uniquement la traque des maquisards considérés comme « terroristes », mais également l'élimination de toutes les populations qui leur apportent une aide matérielle ou logistique. Les réfractaires au STO n'ayant pas rejoint le maquis sont également des cibles lors de l'opération, les usines allemandes souffrant d'un manque de main d'œuvre.

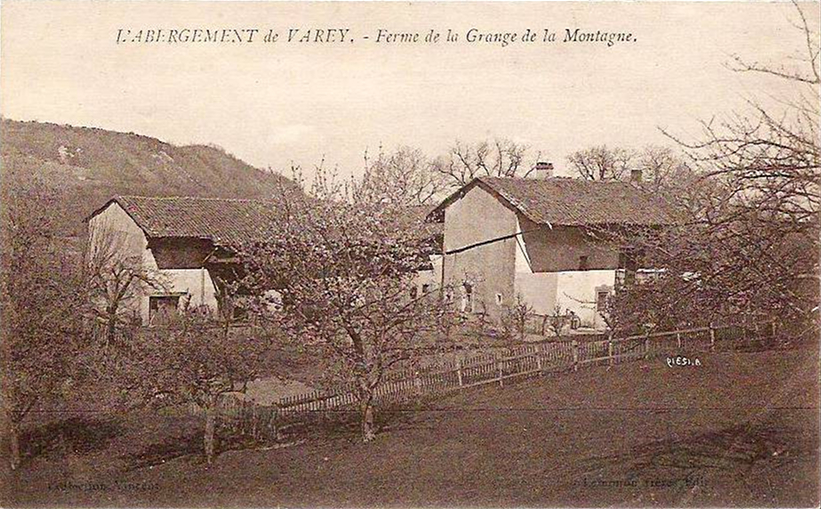
La ferme de La Montagne.

Un fait marquant de l'opération Caporal est l'attaque de la ferme de La Montagne le 8 février 1944. La traque allemande oblige les occupants du poste de commandement des maquis de l'Ain à prendre la fuite. Les hommes trouvent refuge dans une ferme isolée à l'Abergement-de-Varey : la ferme de La Montagne. Mais, ce matin-là, trois cents soldats allemands encerclent la ferme occupée par 22 maquisards. Ces derniers sont obligés de prendre la fuite et dix hommes sont tués ainsi que le lieutenant allemand Wegman et le sergent-chef Braun, le sergent-chef allemand Conrad étant lui blessé.
L'opération Caporal se termine le 13 février et impose aux maquis un changement de stratégie. Les maquisards doivent devenir encore plus mobiles et réactifs ; ils renoncent à l'installation de leurs camps dans des fermes et créent des campements de fortune à l'aide de feuillage et toiles de parachute. Les pertes matérielles, en véhicules et en réserves de vivres sont également considérables. Henri Romans-Petit dit que les maquis possédaient « du blé et des pommes de terre pour un an (…) plusieurs milliers de paires de chaussures » qui ont été soit brûlées soit récupérées par les Allemands.

#### Printemps 1944: réorganisation et renouveau du maquis
À l'issue de l'opération allemande de février 1944, Denis Johnson et Richard Heslop transmettent le bilan au Royaume-Uni. L'important dispositif allemand mis en place révèle l'importance stratégique de la région : à cause de la guerre en Italie, le département est un lieu important de communication et un point de repli éventuel. Le soutien des Anglo-saxons va s'accroître par l'envoi massif d'armes.
Le 20 février, un rapport est envoyé à Londres par un agent du service de renseignement des Mouvements unis de la Résistance qui, après lecture et annotation par le général Kœnig, décrit la violence des représailles subies par les populations civiles, les tortures et la terreur utilisées pour obtenir des informations sur les emplacements des camps des maquis. Le rapport se termine par une description de la méfiance de la population envers les maquisards : « Les habitants de l'Ain, pour la plupart, ne veulent plus entendre parler du maquis […] Peut-on blâmer ces gens après ce qu'ils ont subi […] Il faut dire d'ailleurs que partout, à toutes les questions allemandes, le paysan a opposé un mutisme farouche. Ils ne nous ont pas donnés. » Les maquis ont donc conscience que le soutien des villages est désormais plus difficile à obtenir. Les maires des villages ont souvent été pris à partie par la Sicherheitspolizei ou la milice afin d'obtenir des informations sur les personnes apportant leur soutien aux maquis. Certains d'entre eux ont même été tués et des habitations brûlées.
Le 31 mars 1944 après l'opération Hoch-Savoyen, le commandement de la région militaire du Sud de la France ordonne au général Karl Pflaum, commandant de la 157e division de réserve, d'anéantir le maquis dans une région comprenant les communes de Saint-Laurent, Clairvaux, Arinthod, Nantua et Bellegarde-sur-Valserine. Le rapport explique la nécessité des opérations par la recrudescence des attaques contre les convois ferroviaires et routiers ainsi que les coups de main contre les biens et les personnes, mais également par la nécessité d'arrêter les hommes âgés entre 18 et 40 ans qui n'ont pas répondu à leur convocation pour le STO.
Au début du mois d'avril, les renseignements montrent les prémices d'une nouvelle opération allemande de grande envergure. Cependant, dans le camp maquisard, la confiance est plus grande que précédemment, la neige est partie, les traces de pas ne sont plus visibles. Il devient également plus facile de se camoufler derrière les taillis qui ont des feuilles. Le redoux permet également d'envisager de dormir à l'extérieur, dans la forêt.

#### Nouvelle attaque allemande et riposte par la bataille du rail

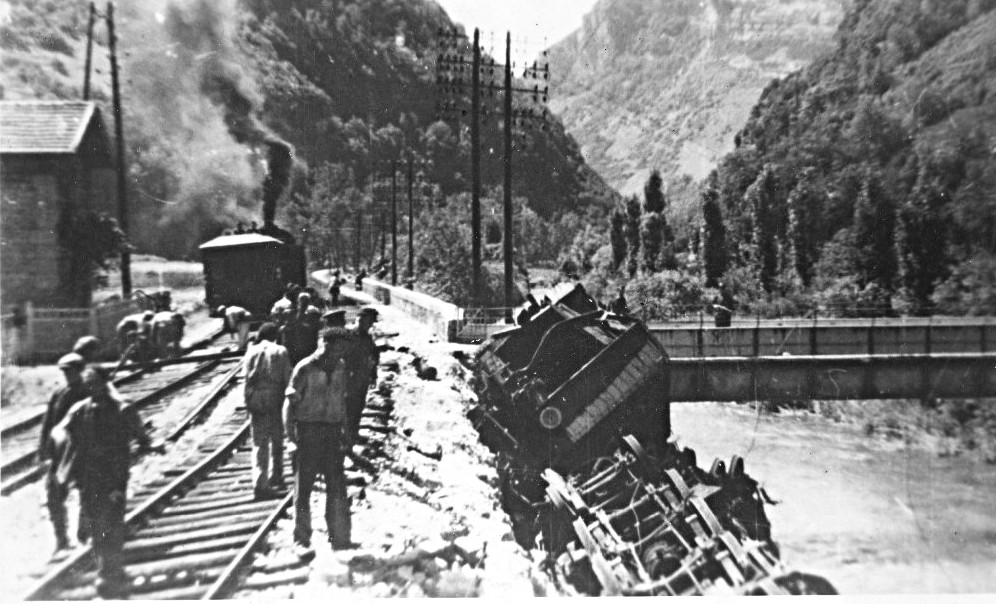
Un train couché dans l'Albarine au pont de Reculafol (Saint-Rambert-en-Bugey), à la suite d'un sabotage effectué par la Résistance le 9 juin 1944. Cette photo a été prise par un officier allemand le 6 juillet 1944, quelques minutes avant une attaque du maquis au cours de laquelle cet officier trouvera la mort. Son appareil photo sera récupéré par les maquisards et la pellicule développée. On remarque au second plan la présence d'un train blindé qui était la véritable cible du premier sabotage.

L'opération Frühling débute le 7 avril 1944. Les régions visées sont le sud du département du Jura et le nord du département de l'Ain, dans le secteur d'Oyonnax. On estime que 4 000 soldats allemands sont présents. Il semble que la stratégie des maquis reste la même (esquiver le combat de front et continuer les opérations de guérilla).Les camps du groupement Nord de Noël Perrotot, sont dispersés et les emplacements de combat ne sont occupés que pendant 48 heures.
Une attaque a lieu au camp de Thol. Cette opération a pour but de faire diversion en faisant croire à l'État-major allemand que les maquis sont présents en nombre sur l'ensemble du département de l'Ain, c'est-à-dire dans les régions du Bugey, de la Bresse et de la Dombes, alors que les effectifs ne sont concentrés que sur les montagnes du Bugey.
Pour contrer les avancées allemandes, les résistants de l'Ain ordonnent l'attaque des voies ferrées. Toutes les nuits, les maquisards interrompent le trafic ferroviaire.
La bataille du rail prend de l'ampleur à la fin du mois de mai. L'état-major britannique ordonne de « réduire tous les aiguillages principaux de la gare de Bourg, sinon (ils) enverront (des) avions pour exécuter ce travail ». Les maquis de l'Ain entrent en contact avec les cheminots de la gare pour obtenir un plan détaillé du site. Début juin, sous les ordres de Noël Perrotot, trente-huit locomotives et plusieurs aiguillages sont sabotés. Quelques jours plus tard, dans la nuit du 6 au 7 juin 1944, c'est au tour du dépôt ferroviaire d'Ambérieu d'être la cible des attaques maquisardes. 52 locomotives sont mises hors service, une plaque tournante est endommagée, deux autres immobilisées pendant quelques jours et les machines-outils détériorées.

### Arrivée des Alliés en France

#### Actions conjointes au débarquement de Normandie

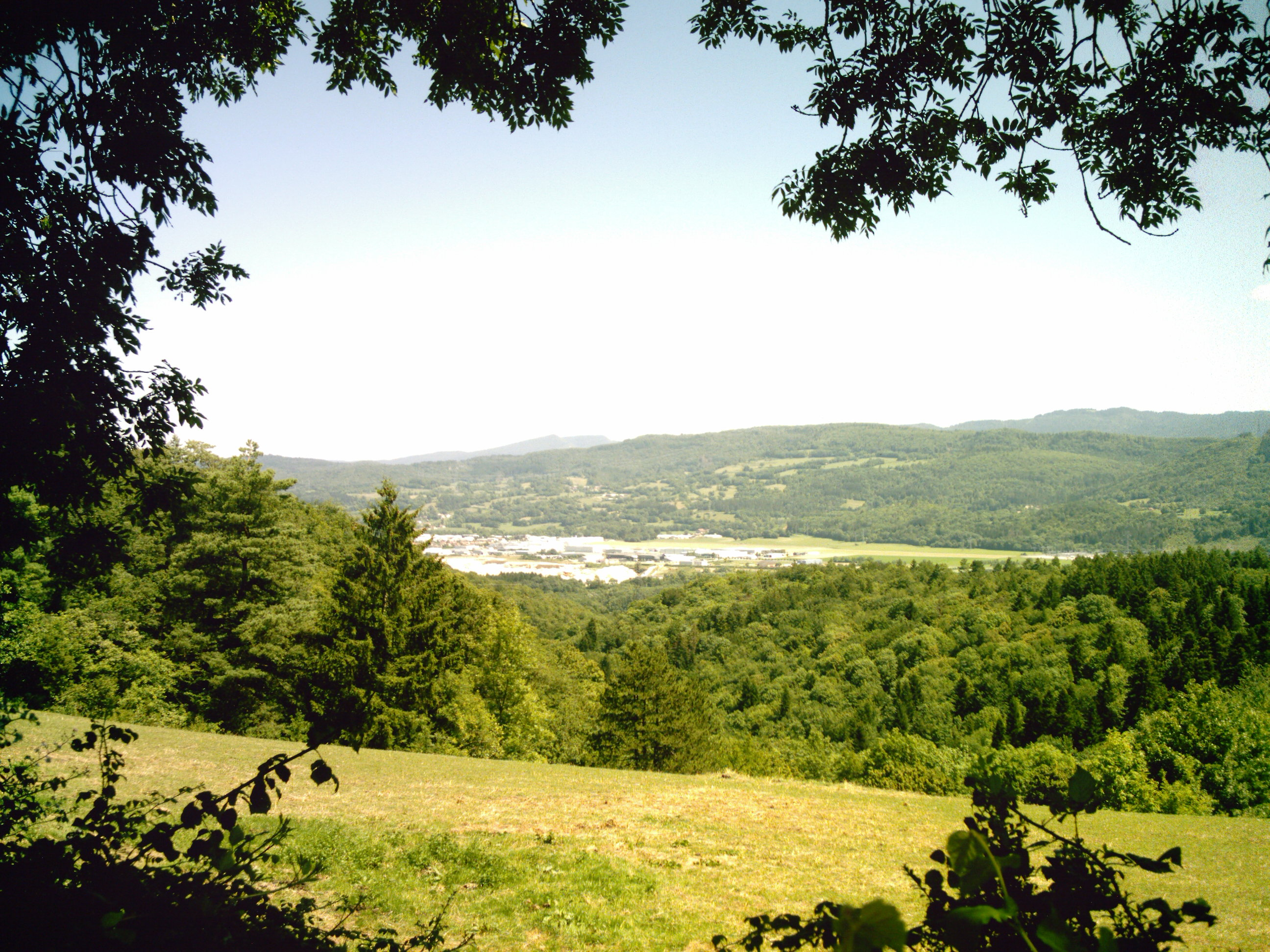
Vue d'Izernore.

Au début du mois de juin 1944, Winston Churchill et son état-major établissent une liste des zones prioritaires pour l'envoi d'armes après le débarquement de Normandie. L'Ain est situé en troisième position après les maquis du Massif central et des Alpes. Le Bureau central de renseignements et d'action décide également que ces zones doivent devenir des « bases avancées » : des raids contre des objectifs stratégiques comme des voies ferrées, des terrains d'aviation ou des dépôts de carburant peuvent y être lancés pour désorganiser la Wehrmacht. Le Bureau souhaite également que l'Ain, par sa nature montagneuse et la force militaire des maquisards, constitue une zone « semi-libérée » ou « contrôlée » après le débarquement des troupes Alliées en Normandie le 6 juin 1944. Des terrains comme ceux d'Izernore et la plaine de Port pourront ainsi recevoir des parachutages massifs d'armes et servir de terrains d’atterrissage pour avions.
Le 8 juin 1944, Henri Romans-Petit reçoit l'ordre d'application du plan Vert dans le département de l'Ain ; toutes les formes de résistance militaire du département sont concernées : les maquis, les FTP et l'ORA. L'ensemble des axes de communication routiers et ferroviaires doit être neutralisé. Les chefs des maquis de l'Ain ordonnent donc la mise en place de maquisards sur l'ensemble du territoire contrôlé, leur nombre est estimé par les forces britanniques à 2 000 hommes armés et 2 000 non armés. La compagnie Lorraine a pour mission de ralentir considérablement le déplacement des troupes allemandes présentes dans la région car l'état-major allemand souhaite rapatrier des troupes vers le front normand. Des sabotages des voies ferrées ont lieu toutes les nuits pendant douze jours et différents obstacles sont placés sur les routes par six groupes disposés sur un tronçon de soixante kilomètres entre Lyon et Bourg-en-Bresse qui effectuent des opérations de guérilla.

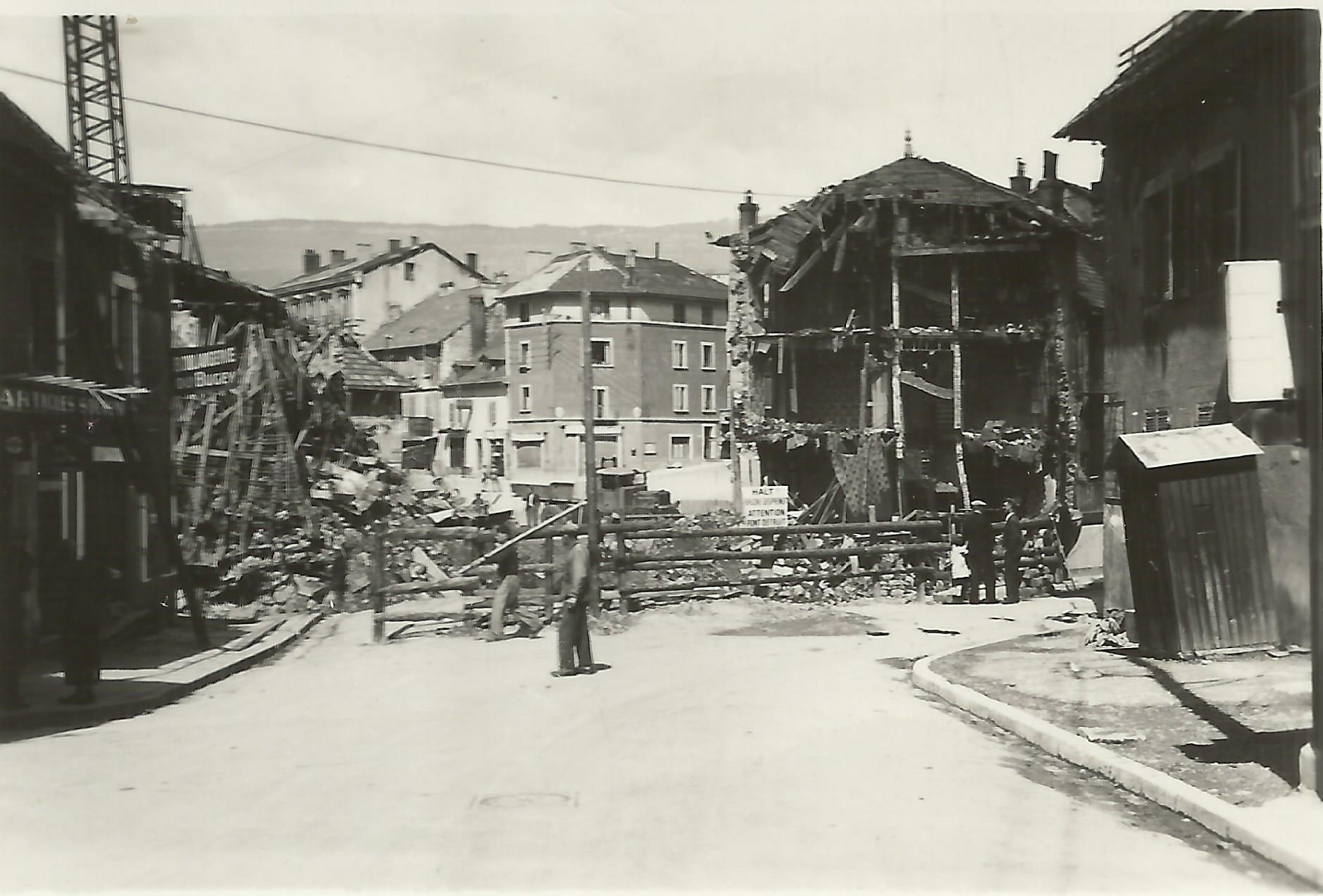
Destruction du Pont de Coupy franchissant la Valserine à Bellegarde

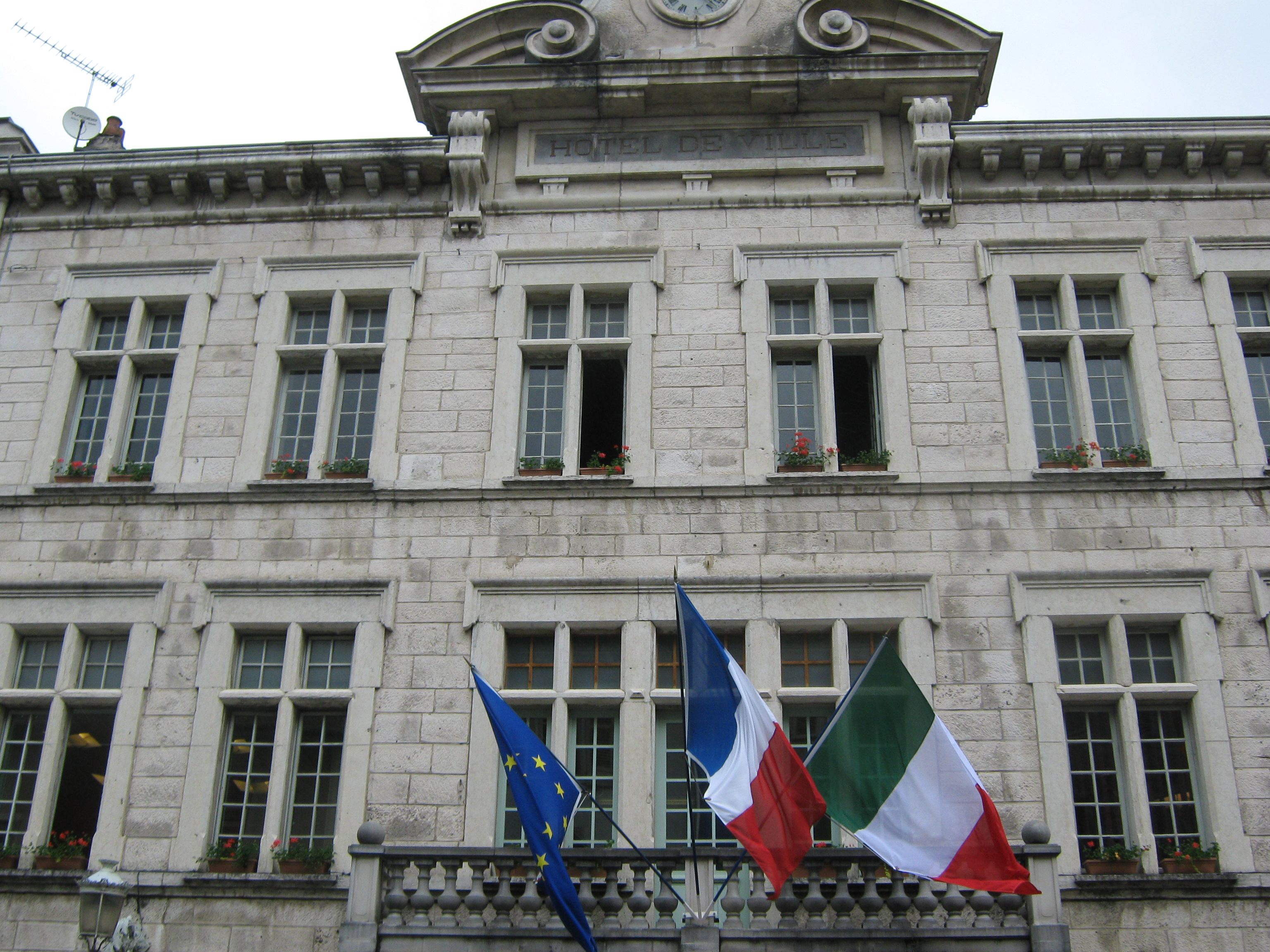
L'hôtel de ville de Nantua.

Le 8 juin 1944, à l'hôtel de ville de Nantua, Henri Romans-Petit annonce la nouvelle du débarquement et le début d'une « Quatrième République » devant la population locale. Il prépare un nouveau défilé dans les rues d'Oyonnax qui aura lieu le 12 juin par 130 hommes devant une population massée en nombre. Il souhaite que son « département soit le premier libéré par les FFI. » Henri Romans-Petit est désigné préfet de l'Ain par Alban Vistel et Albert Chambonnet. La Résistance militaire du département requiert la générosité des agriculteurs de la Dombes et de la Bresse pour assurer le ravitaillement de la population et le fonctionnement des services administratifs.
Durant tout le mois de juin 1944, toutes les composantes de la Résistance du département s'unissent pour libérer les villes du Bugey comme Belley ou Nantua. Les troupes d'occupation et la Feldgendarmerie sont chassées sans résistance de leur part et les communications sont interrompues entre Bourg-en-Bresse et Lyon. Cependant, l'euphorie qui a gagné le département depuis l'annonce du débarquement en Normandie inquiète l'état-major britannique. Le 17 juin 1944, le général Kœnig diffuse l'ordre de ralentir la guérilla, mais selon Alban Vistel : « le recul signifie le désastre […] Il faut que l'ennemi soit dans l'impossibilité d'acheminer des renforts dans l'Ain ».

#### Dernière opération de l'armée allemande
Dès le 11 juin 1944, des colonnes allemandes sont aperçues dans les secteurs de Marlieux, Vonnas, Montrevel-en-Bresse, Pont-d'Ain. Henri Jaboulay s'inquiète de ces avancées et regrette que les départements voisins, la Haute-Savoie et le Jura, n'aient pas pu mettre en place le plan Vert. Les maquis tentent de repousser le plus longtemps possible l'avancée des Allemands. Le 12 juin 1944, une embuscade est tendue contre une colonne composée de huit cars et sept camions. Lors de leur passage au nord du village de Belmont, un tir de bazooka détruit deux de ces cars transportant des soldats allemands. Le convoi est ralenti, mais par vengeance le village de Charancin est brûlé. Deux jours plus tard la 157e division de réserve envahit le Valromey. Les maquis de l'Ain apportent une réponse rapide pour essayer de repousser les Allemands. L'opération est rapidement effectuée autour de Seyssel. Le 14 juin 1944, soit trois jours après la prise de contrôle de Fort l'Écluse, les troupes allemandes envahissent Bellegarde-sur-Valserine. Les maquisards étant pris de vitesse, Henri Romans-Petit ordonne le retrait de ses troupes. Durant tout le mois de juin 1944, les combats entre les maquisards et la Wehrmacht se multiplient, tel que celui du 13 juin au col de la Lèbe. Les maquisards tentent de garder libre la région du Haut-Bugey car l'absence de soldats allemands permet une multiplication de parachutages de grande ampleur comme ceux préparés par Richard Heslop et ayant permis de recueillir 468 containers comprenant 654 mitraillettes Sten, 106 fusils mitrailleurs, 630 fusils, 435 pistolets et 35 armes antichars.

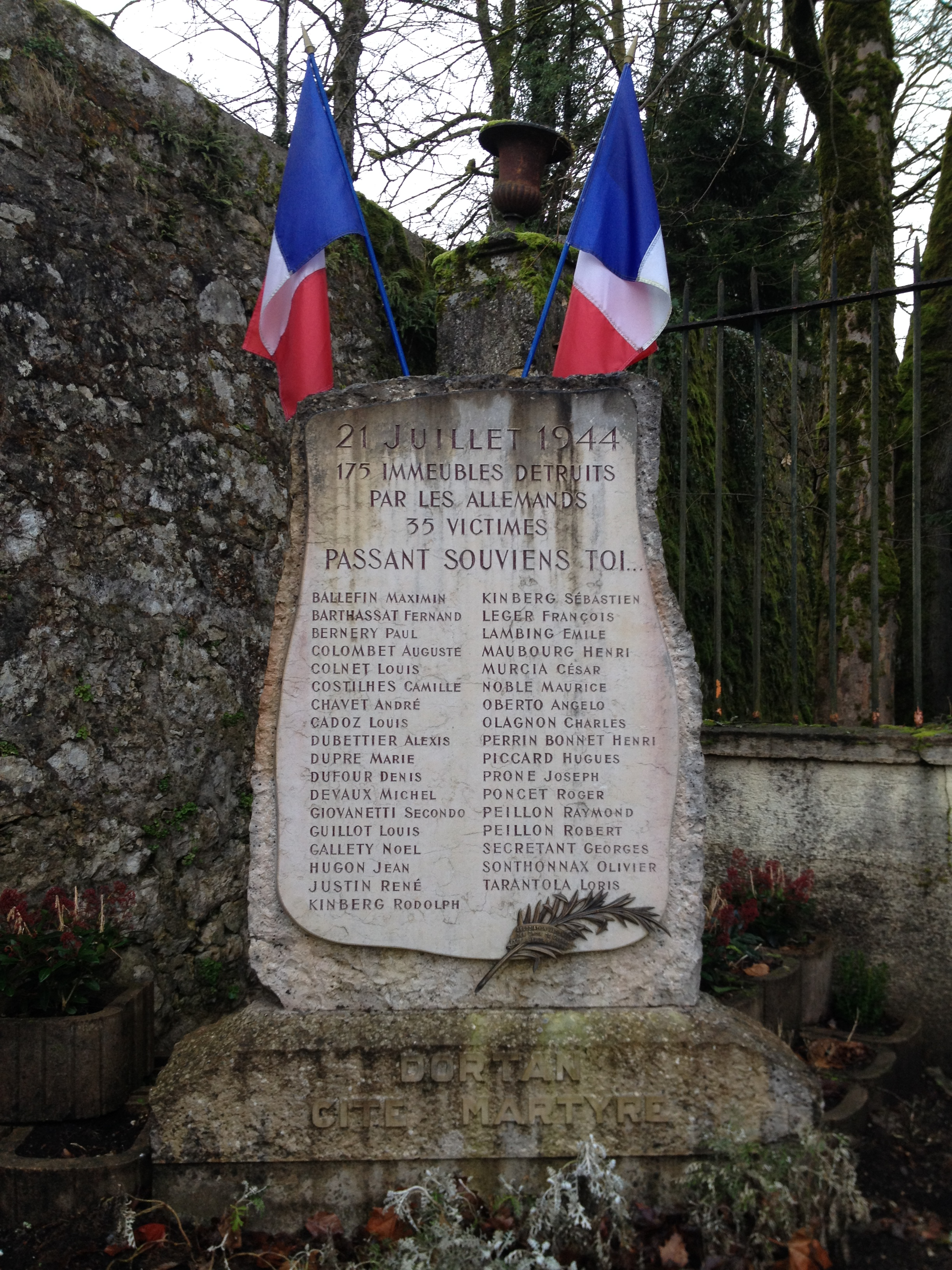
Monument du martyr à Dortan.

La mise en place de l'opération Treffenfeld par la Wehrmacht au milieu du mois de juillet porte un nouveau coup dur aux maquis. Durant cette période, la population civile est victime des vengeances des soldats allemands consécutives aux différents sabotages des maquisards. Les voies ferrées étant quasiment inutilisables, les populations ne sont plus déportées mais directement fusillées. Des villes sont pillées comme lors du massacre de Dortan entre les 12 et 22 juillet. L'objectif allemand est la reprise des villes de Nantua et d'Oyonnax et la stratégie allemande est l'encerclement des maquisards. 9 000 militaires allemands sont engagés dans l'opération et causent une perte importante dans la région : plus de 450 personnes, dont une partie de civils, sont tuées. Après le retrait des troupes allemandes le 21 juillet 1944, la population locale émet une profonde réserve quant au retour des maquisards dont ils jugent le retrait dans les montagnes comme un abandon.

### Libération du département

#### Diminution des effectifs du maquis
À la suite de l'opération Treffenfeld, les maquisards doivent retrouver la confiance des populations locales. Henri Romans-Petit, chef des maquis de l'Ain et du Haut-Jura et provisoirement désigné préfet du département, est contesté. Des membres des mouvements unis de la Résistance, dont Alban Vistel et du Comité départemental de Libération contestent les décisions prises au cours de la dernière opération. Alban Vistel pointe les représailles endurées par les populations civiles d'Oyonnax et de Nantua, des villes incluses dans la zone libérée et protégées par les maquis jusqu'au moment de l'opération.

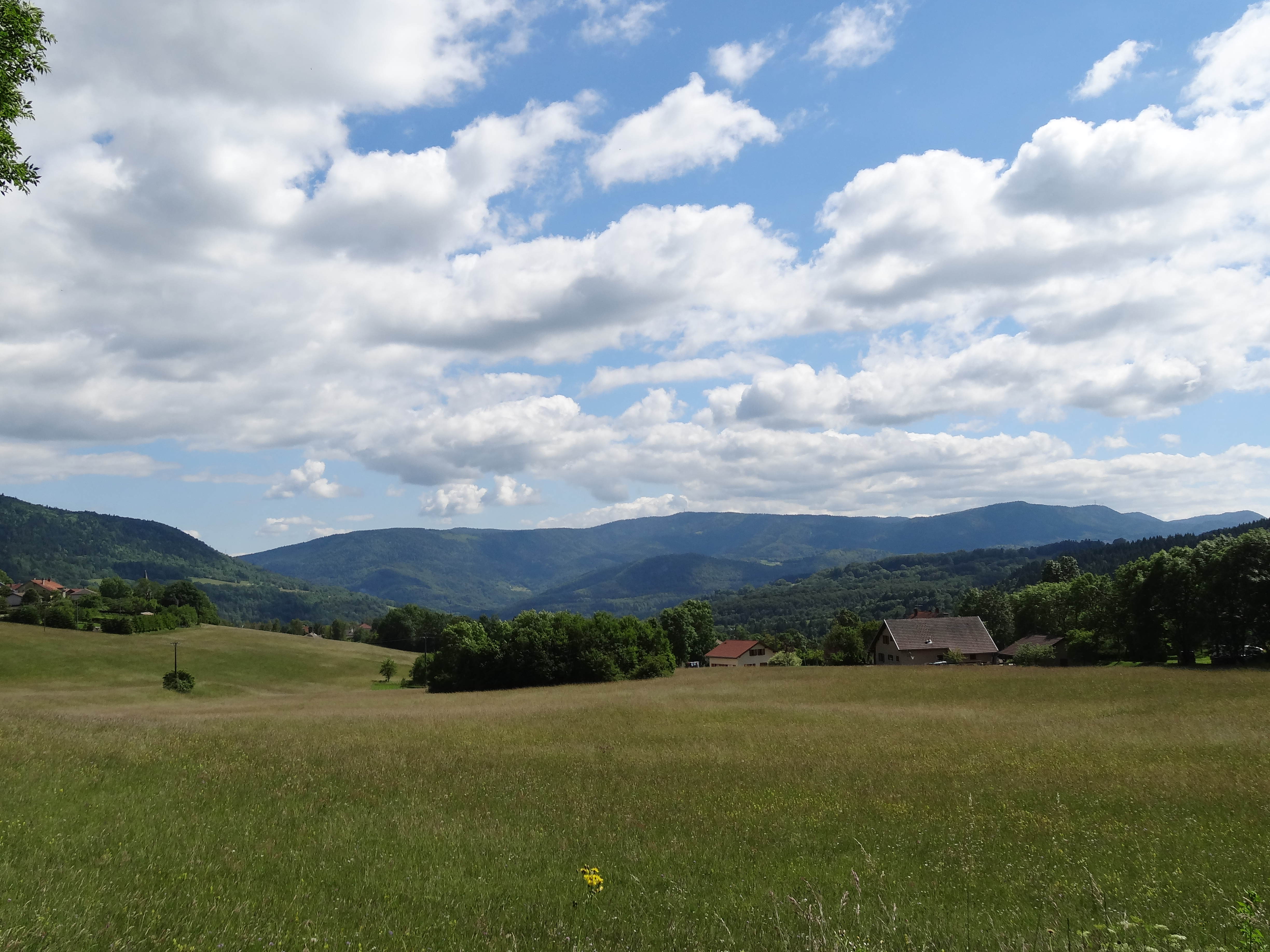
La prairie d'Échallon.

Cependant, la majorité des hommes du maquis conservent leur confiance en Henri Romans-Petit. Richard Heslop, à Londres au moment de l'opération Treffenfeld, vante également les qualités du chef des maquis de l'Ain. Il adresse un rapport aux colonels Maurice Buckmaster et William Smith Ziegler (en) quantifiant les besoins en armes, en vêtements et vivres de la résistance du département de l'Ain. Un parachutage est programmé le 1er août 1944. Dans la prairie d'Échallon, 38 bombardiers B-17 larguent 451 containers d'armes, d'explosifs et de vivres. 1 200 hommes supplémentaires peuvent être armés.
Le 2 août 1944, le commandement régional des Forces françaises de l'intérieur donne l'ordre aux chefs départementaux de relancer les actions de guérilla contre l'armée allemande. Les actions sont à mener principalement sur les voies ferrées et les itinéraires de repli de l'armée allemande, ainsi que sur les routes bordant la vallée du Rhône. Les lignes téléphoniques et télégraphiques doivent être coupées.
Le 18 août 1944, Alban Vistel préconise le remplacement d'Henri Romans-Petit par René Bousquet dit Chabert à la tête du maquis. Celui-ci refuse et Marcel Gagneux est désigné comme commissaire aux effectifs, un poste qui permet un contrôle politique des chefs de camps. Le 23 août 1944, Alban Vistel écrit un nouveau rapport où il annonce un changement de cap. Après un entretien avec Paul Leistenschneider, Richard Heslop et Henri Romans-Petit, ce dernier est confirmé comme chef des maquis.
Le 27 août 1944, Henry Jaboulay écrit à Alban Vistel pour lui signaler une diminution des effectifs du maquis. Une partie des membres du groupement nord décide de rejoindre les Francs tireurs et partisans français. Ces désertions ont majoritairement lieu dans les villes industrielles d'Oyonnax et Bellegarde-sur-Valserine où le Parti communiste français est fortement implanté. Les raisons invoquées sont que les hommes du maquis souhaitent préparer l'après-guerre et que les désaccords entre leur chef et le Comité départemental de Libération créent une instabilité. Henri Romans-Petit donne l'instruction aux hommes quittant le maquis de laisser les armes et les vivres aux chefs de camps, mais cette consigne n'est que très peu respectée. Noël Perrotot est désigné comme responsable du manque d'autorité sur ses troupes et les sections du groupement nord sont divisées. Le sous-groupement Michel est confié à Georges Béna et le sous-groupement haut-Jura est confié à Maurice Guêpe.

#### Repli de la Wehrmacht

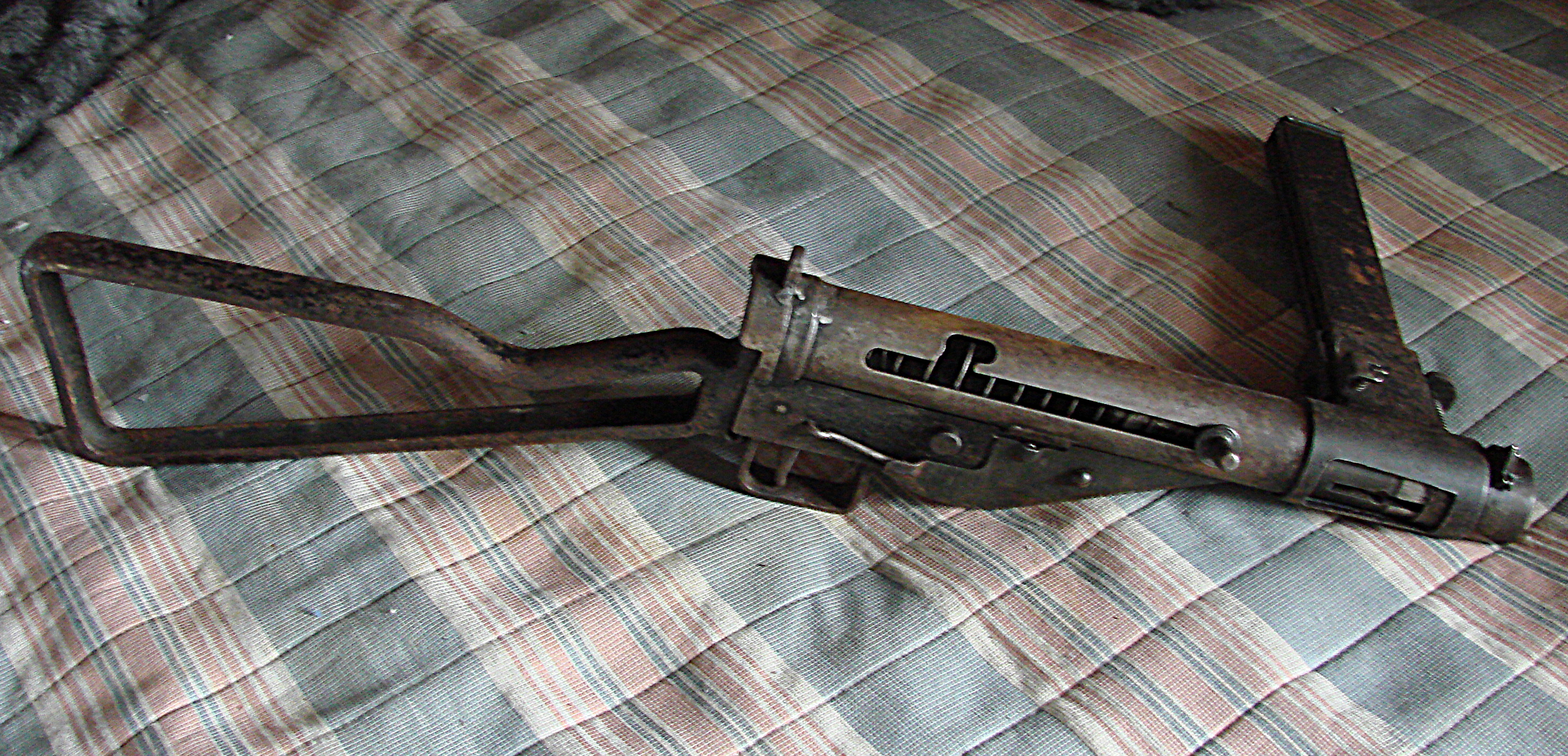
Une Sten des maquis de l'Ain (retrouvée en février 2015).

En dehors des départs volontaires de maquisards vers les Francs tireurs et partisans français, l'approche de la libération du département crée un nouvel afflux d'hommes dans les camps de maquis. Des parachutages ont lieu à la fin du mois d'août 1944 : 597 containers via le circuit Marksman et 210 via le circuit Pimento. 3 045 armes supplémentaires permettent d'équiper les nouvelles recrues de la Résistance dans une période où la libération du département est proche.
Depuis la fin de l'opération Treffenfeld, le maquis de l'Ain et du Haut-Jura n'est plus un objectif pour l'armée allemande. Les villes de Nantua et d'Oyonnax ne sont pas libérées par la Résistance, mais la majorité des troupes allemandes est concentrée autour des grands axes de communication entre le sud de la France et le nord-est. Ces axes doivent servir au repli de la 19e armée lors du débarquement de Provence en août 1944.
Les chefs de section du maquis décident de continuer le combat. Henri Girousse envoie ses hommes se battre à l'est du département, vers les frontières avec la Savoie et l'Isère ainsi qu'à l'ouest, le long de la Saône, pour aider d'autres membres de la Résistance lors des attaques de convois ferroviaires et routiers allemands. Les lignes entre Culoz et Chambéry et entre Culoz et Bellegarde-sur-Valserine sont systématiquement rendues impraticables.

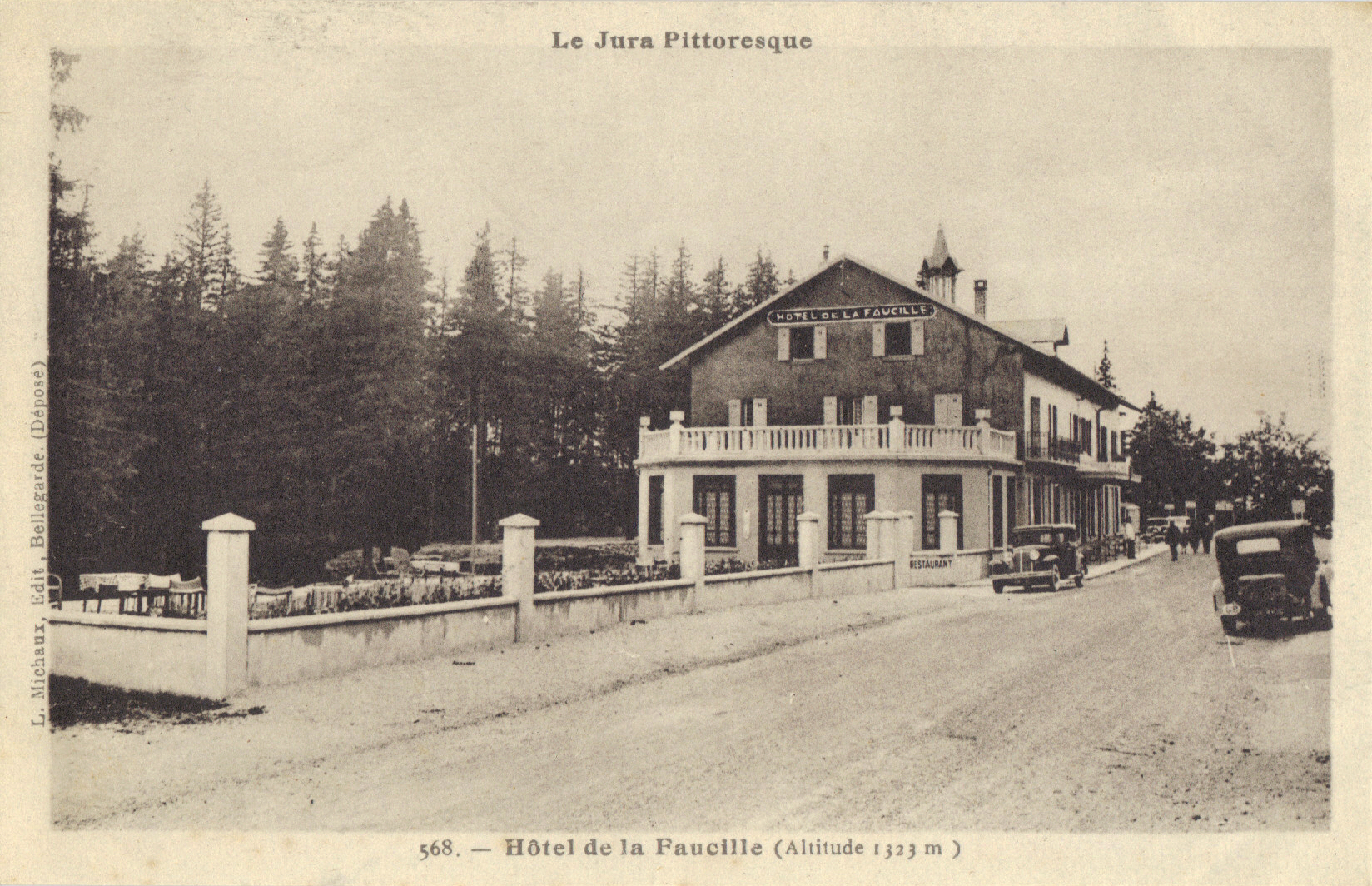
Le col de la Faucille.

Noël Perrotot envoie ses hommes se battre autour du pays de Gex, au Fort l'Écluse et au col de la Faucille. La mission qui lui a été confiée est de surveiller la frontière entre la France et la Suisse pour éviter les exfiltrations des soldats de la Wehrmacht. Il place des hommes au col de la Faucille pour empêcher son franchissement par les troupes allemandes. Celles-ci sont ainsi confinées dans le pays de Gex.
Plusieurs secteurs du département sont successivement libérés par les groupes de maquis : Culoz le 20 août 1944, le Valromey le 22 août, l'est du département jusqu'à Ambérieu-en-Bugey le 23 août, Saint-Laurent-de-Mure le 25 août, Saint-Denis-en-Bugey le 28 août.
Le sous-groupement du Haut-Jura doit contrôler la route qui relie Morez à Pontarlier. Des garnisons allemandes sont présentes dans la région de Morez et un accrochage a lieu le 28 août 1944. Les maquisards réussissent à faire exploser trente tonnes d'explosifs allemands. Le 2 septembre 1944, les Allemands, encerclés, tentent de négocier leur repli contre l'assurance qu'ils ne pilleront pas le village de Morez lors de leur départ. Les maquisards, assistés par les spahis, refusent et lancent un assaut dans le village. Le secteur est libéré le 3 septembre.
La 19e armée allemande continue son repli depuis le sud de la France en direction de Mâcon et Chalon-sur-Saône, pour ensuite atteindre Besançon puis Belfort. À la fin du mois d'août 1944, la région de Meximieux, déjà libérée de la présence de l'armée allemande, est sur le tracé du convoi. La 11e Panzerdivision se charge de libérer toutes menaces qui pourraient peser sur le repli de ses troupes. Le camp Didier est évacué, le pont de Chazey détruit et La Valbonne attaquée. Le 1er septembre 1944, la bataille de Meximieux est engagée. L'armée américaine et les FFI s'associent pour combattre le camp allemand. Des combats de chars ont lieu et le 2 septembre au matin, après une forte résistance ayant causé la mort de 18 soldats américains et 50 FFI, la 11e Panzerdivision quitte la ville. Les Allemands ont réussi à attirer suffisamment de troupes américaines sur ce front pour permettre le passage de toutes les unités allemandes par le nord de Lyon.

#### Libération de Bourg-en-Bresse
La prise de Bourg-en-Bresse est l'ultime objectif de la libération du département. Les convois allemands circulant autour de la ville subissent des attaques. Les routes entre Pont-d'Ain et Bourg-en-Bresse et le long de l'axe entre Lyon et Mâcon sont surveillées. Un combat a lieu à Pont-d'Ain. La compagnie Le Bugey prend la contrôle de la route entre Cerdon et Nantua.
Le 20 août 1944, Richard Heslop rencontre les colonels Delaney, Hodge et Meyer qui sont officiers de la 45e division américaine. Ils lui font part de leur stratégie d'attaque de Bourg-en-Bresse par l'ouest et demandent le soutien des maquisards.
À la fin du mois d'août 1944, Henri Girousse ordonne à Maurice Morrier de placer des hommes à Ceyzériat en vue de libérer Bourg-en-Bresse. 320 hommes de l'Armée secrète se mettent en place. Le 2 septembre 1944, les 180e et 157e régiments d'infanterie américaine, assistés par une section de maquis du groupement sud, prennent possession de la commune de  Journans. Les routes entre Bohas et Villereversure et entre Bohas et Serrières-sur-Ain sont également contrôlées par les Alliés. Au sud de Bourg-en-Bresse, un combat a lieu au col de Sénissiat obligeant les Allemands à se rabattre vers Bourg-en-Bresse.

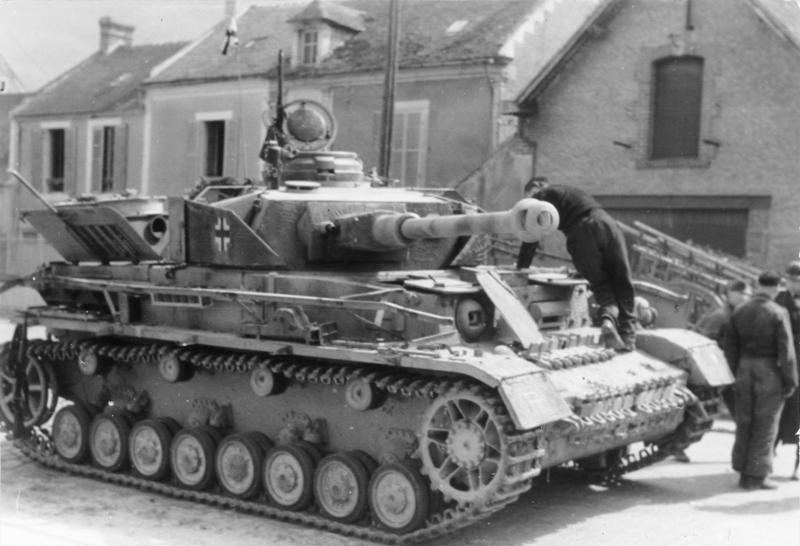
Un Panzer IV.

Après la libération de Lyon, le major-général Wend von Wietersheim, qui dirige la 11e Panzerdivision, place son quartier général à Bourg-en-Bresse. Il dispose d'un cinquantaine de chars Panzer IV et Panther. Le nord et le sud de la ville sont des axes de repli de la 19e armée et doivent être contrôlés par les Allemands. Des combats ont lieu les 3 et 4 septembre 1944 pour permettre le repli de quelques troupes allemandes.
En parallèle, les Alliés livrent des combats le 3 septembre à Malafretaz et Montrevel mais sans succès. 723 armes sont encore parachutées pour la Résistance. Dans la nuit du 3 au 4 septembre, Bourg-en-Bresse ne représente plus un enjeu stratégique pour la Wehrmacht qui s'est repliée. L'état major de liaison et la majorité des troupes ont quitté la ville. Seuls quelques blindés allemands sont encore sur place. Le 4 septembre 1944, dès le matin, deux sections de maquis investissent Bourg-en-Bresse. Elles sont couvertes par des véhicules blindés américains. La poste et le central téléphonique sont rapidement occupés par les maquisards car non surveillés par les troupes allemandes. Le 180e régiment américain, appuyé par des maquisards, détruit l'artillerie allemande des postes d'observation. À 5 heures du matin, la préfecture et la gendarmerie sont reprises. Il n'y a plus de troupes allemandes, un  drapeau français tricolore frappé d'une croix de Lorraine est hissé devant la préfecture.
Cette libération marque la fin du maquis de l'Ain et du Haut-Jura. Quelques hommes du maquis s'engagent dans la 2e division blindée ou la 1re armée française en vue d'aider à achever la libération de la France. D'autres hommes s'engagent avec les armées du Front des Alpes et du Front de l'Atlantique, enfin d'autres reprennent la vie civile.

## Événements marquants liés aux maquis

### Défilé du 11 novembre 1943

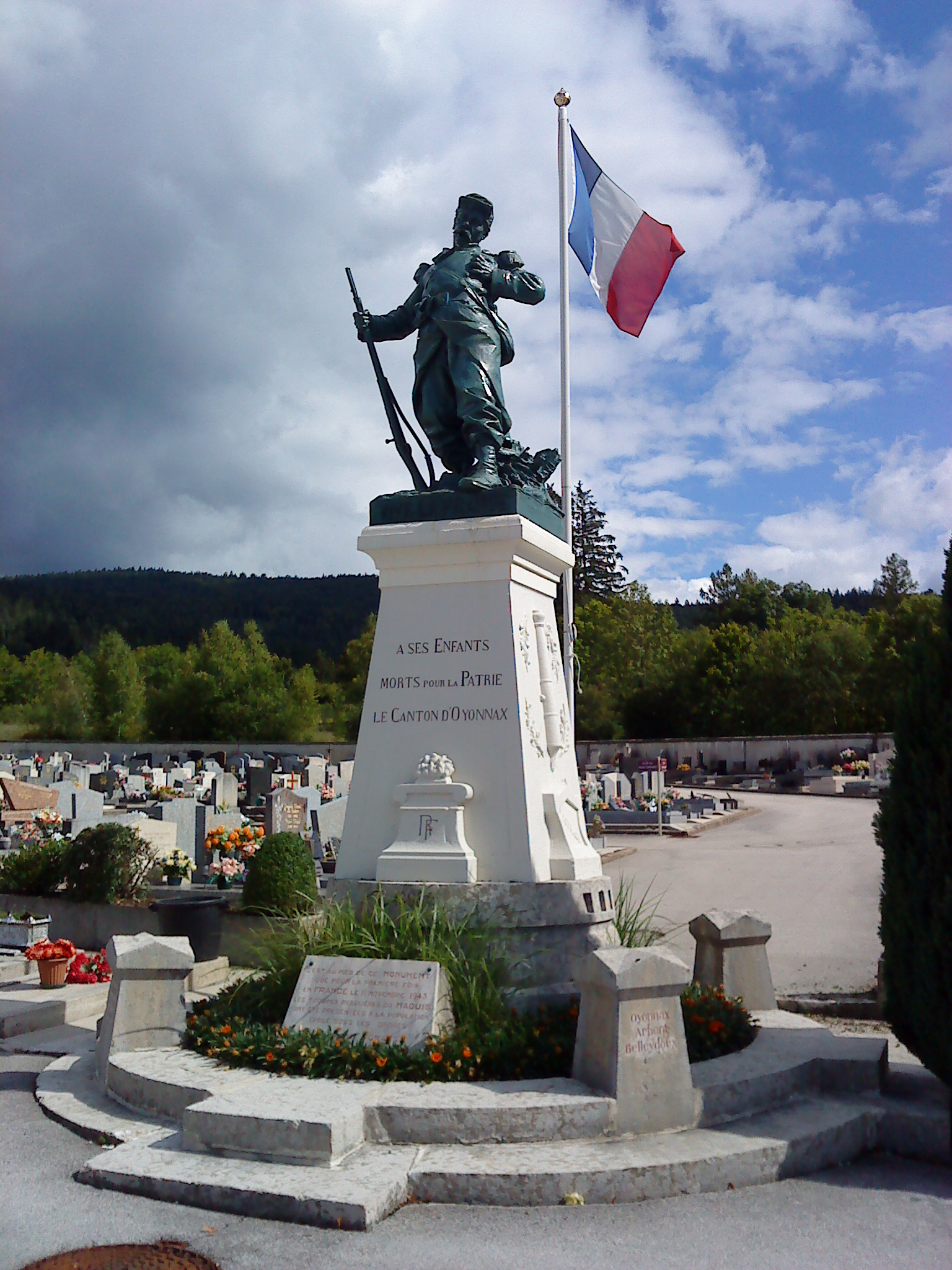
La gerbe de fleurs est déposée au pied du « François » un monument aux morts situé à l'époque dans le parc René-Nicod puis déplacé au cimetière (ici en 2010).

Le 11 novembre 1943 représente le vingt-cinquième anniversaire de l'Armistice de 1918. La France, sous le gouvernement du maréchal Philippe Pétain, interdit toutes cérémonies commémoratives de la victoire des Alliés sur l'Empire allemand. Malgré l'interdiction, les chefs de la résistance intérieure décident le dépôt de gerbes au pieds des monuments aux morts. Le chef des maquis de l'Ain, le capitaine Henri Romans-Petit, décide l'organisation d'un défilé pour contrer l'image de terroristes que le maréchal Pétain donnait des maquisards. Afin de prévenir d'éventuelles dénonciations, plusieurs villes de l'Ain sont initialement désignées pour accueillir le défilé. La ville d'Oyonnax est choisie pour l'activité intense de l'armée secrète locale. La manifestation est préparée par trois Oyonnaxiens connaissant la ville : Noël Perrotot, Élie Deschamps et Gabriel Jeanjacquot. Deux hommes sont chargés de sécuriser et neutraliser la ville : Henri Girousse et Édouard Bourret, qui obtiennent le concours du commissaire de police et du capitaine de gendarmerie ainsi que la neutralisation du central téléphonique.
Vers midi ce 11 novembre, environ deux cents maquis de l'Ain et du Haut-Jura, aux ordres du colonel Henri Romans-Petit, prennent possession de la ville d'Oyonnax. Ils défilent jusqu'au monument aux morts, marchant au pas au son du clairon avec le drapeau français en tête. Ils y déposent une gerbe en forme de croix de Lorraine portant l'inscription : « Les vainqueurs de demain à ceux de 14-18. » Durant le défilé, la sécurité est assurée par des maquisards masqués. Il s'agit d'Oyonnaxiens chargés de surveiller la foule pour repérer d'éventuels miliciens, ou collaborateurs. Leurs masques, un tissu blanc ouvert de deux trous pour permettre la vue et glissé sous le béret, servent à dissimuler leurs identités pour éviter toutes représailles contre leurs familles.
Après une minute de silence et une Marseillaise entonnée avec la foule, ils repartent en chantant « Vous n'aurez pas l'Alsace et la Lorraine » rejoignant les camions qui les ramènent vers leurs camps dans la montagne.
Une gerbe portant la même inscription — « Les vainqueurs de demain à ceux de 14-18 » — est également déposée aux monuments aux morts des communes de Nantua, Belley, Hauteville, Meximieux, Seyssel et Saint-Rambert-en-Bugey.
À Bourg-en-Bresse, avant la levée du matin, le chef maquisard du secteur, André Levrier (alias Levêque, capitaine et chef de la compagnie portant son nom), et ses compagnons se rendent à proximité du socle où était posé un buste d'Edgar Quinet avant son enlèvement par les Allemands, et mettent en place un buste de Marianne frappé des lettres « RF », pour République française, et un drapeau de la France à croix de Lorraine. Dans le même temps, un groupe se rend au monument aux morts pour y déposer la gerbe. Lorsque cela est découvert, les Allemands font tout retirer.

### Opération Caporal
L'opération Caporal représente la première grande opération militaire de l'armée allemande contre les maquis de l'Ain et du Haut-Jura. Elle a lieu du 5 février au 13 février 1944, sous l'impulsion du commandement allemand du territoire armé sud de la France, du docteur Werner Knab commandant militaire des services de sécurité et de la police de la région de Lyon, assistée par la milice et la gestapo. 2 500 militaires issus du Sicherungs-Bataillon allemands à la division de volontaires étrangers et des chasseurs de montagne composant la 157e division de réserve sont présents dans le département. Ils en verrouillent les principaux axes de communication. L'objectif de l'opération n'est pas uniquement la traque des maquisards considérés comme des « terroristes », mais également de toutes les populations qui leur apportent une aide matérielle ou logistique. Les réfractaires au STO n'ayant pas rejoint le maquis sont également une cible lors de l'opération, les usines allemandes souffrant d'un manque de main d’œuvre.

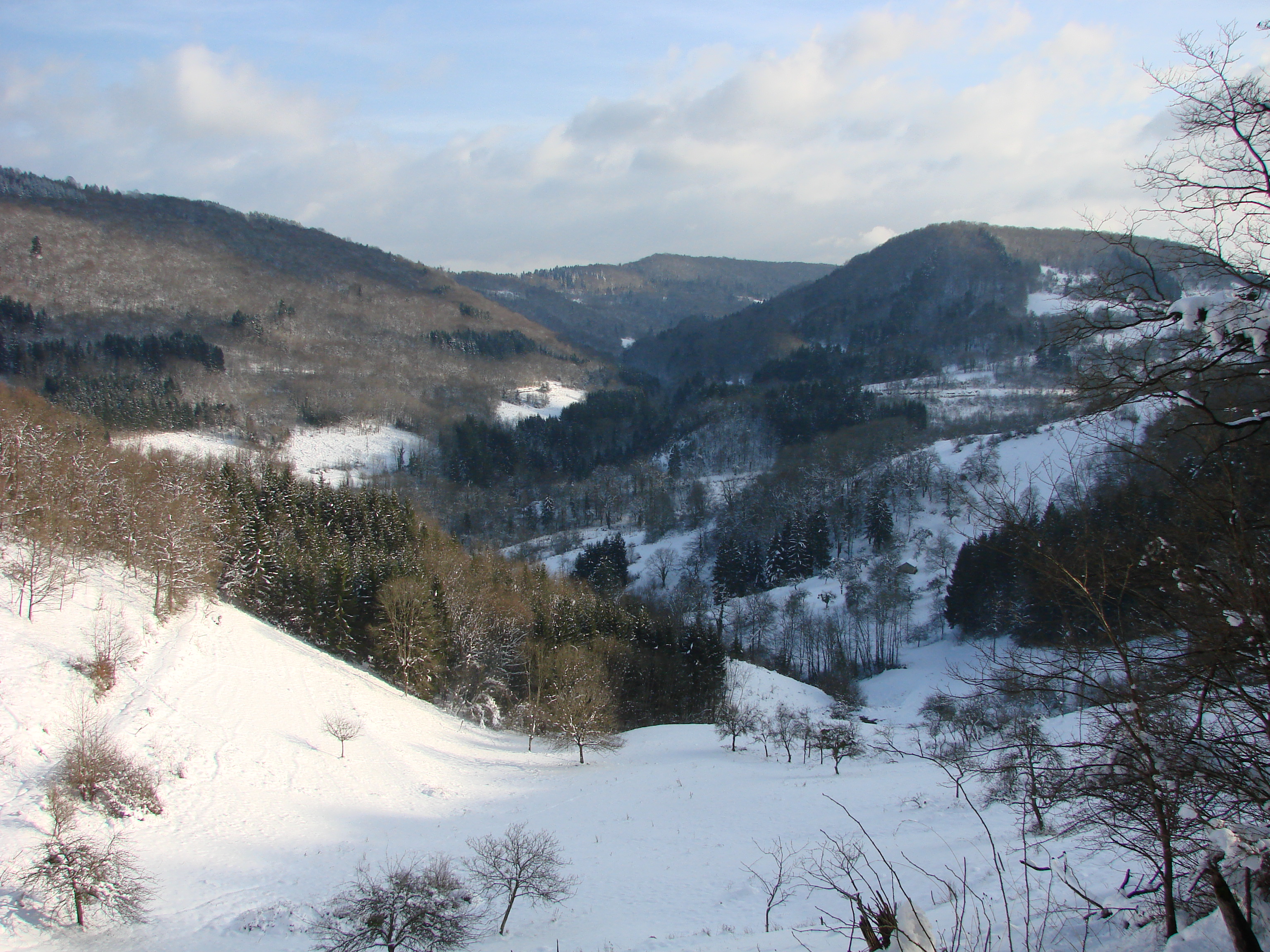
Les environs de L'Abergement-de-Varey en février (Nivollet).

Ils possèdent un dispositif important comportant de l'artillerie lourde et des blindés pour les forces de montagne, une flotte aérienne pour la reconnaissance des terrains et un grand nombre de véhicules militaires. À cette époque, la neige est présente et gêne l'avancée des troupes allemandes. De leur côté les maquisards sont également gênés dans leur fuite puisque leurs traces de pas sont visibles dans la neige. Les premières victimes de l'opération sont les populations qui sont accusées d'apporter leur soutien aux Forces françaises de l'intérieur. Autour des villages, les fermes susceptibles d'abriter des camps de maquis sont brûlées et les résistants capturés sont torturés et fusillés.
Un des faits marquants de l'opération Caporal est l'attaque de la ferme de La Montagne le 8 février 1944. La traque allemande oblige les occupants du poste de commandement des maquis de l'Ain à prendre la fuite. Les hommes trouvent refuge dans une ferme isolée à l'Abergement-de-Varey : la ferme de La Montagne. Klaus Barbie est informé par un milicien du point de repli des maquis. Il obtient des informations importantes sur le nombre et l'équipement des hommes. Le matin, dès l'aube, trois cents soldats allemands encerclent le ferme occupée par 22 maquisards. Ces derniers sont obligés de prendre la fuite. Julien Roche, un des premiers membres du maquis de l'Ain, couvre ses camarades mais est tué par des tirs allemands comme une dizaine d'autres maquisards.
Lors de l'opération le 11 février 1944, une rafle est organisée à Oyonnax. Sur dénonciation, 27 personnes d'Oyonnax et 30 personnes de Nantua sont déportées au camp de concentration de Mauthausen.
L'opération Caporal se termine le 13 février et le bilan chiffré donne 339 arrestations, 287 déportations, 40 tués et 99 fermes et habitations incendiées, dont des camps de maquis. Les fermes deviennent trop vulnérables et ne peuvent plus être utilisées comme camps. La mobilité des maquisards s’accroît et les oblige à se confectionner des campements de fortune à l'aide de feuillage et toiles de parachute. Les pertes matérielles, en véhicules et en réserves de vivres, sont également considérables. Henri Romans-Petit dit que les maquis possédaient « du blé et des pommes de terre pour un an (…) plusieurs milliers de paires de chaussures » qui ont été soit brûlées soit récupérées par les Allemands.

### OpérationFrühling
L'opération Frühling est la deuxième opération d'envergure de l'armée allemande contre le maquis de l'Ain et du Haut-Jura. Dès le 4 avril 1944 de durs combats opposent les troupes allemandes aux maquisards.
L'opération débute le 7 avril 1944. Les régions visées sont le sud du département du Jura et le nord du département de l'Ain, dans le secteur d'Oyonnax. Il est estimé que 4 000 soldats allemands sont présents. Ils sont issus de la Sicherheitspolizei de Lyon et également de la 157e division de réserve commandée par le général Karl Pflaum avec quatre bataillons de chasseurs de montagne, un bataillon de panzer grenadier, un bataillon de protection aérienne, une unité de gendarmerie de campagne, des compagnies de ravitaillement, de transport et de premier secours.
Les maquis évitent les combats frontaux et continuent les opérations de sabotage. Pour éviter une embuscade éventuelle et donc des pertes humaines importantes, il est décidé que les camps du groupement Nord, placés sous les ordres de Noël Perrotot, doivent être dispersés. Les troupes ne doivent pas rester au même endroit plus de 48 heures d’affilée. Pour contrer les avancées allemandes, les résistants de l'Ain ordonnent l'attaque des voies ferrées. Toutes les nuits les maquisards interrompent le trafic ferroviaire.

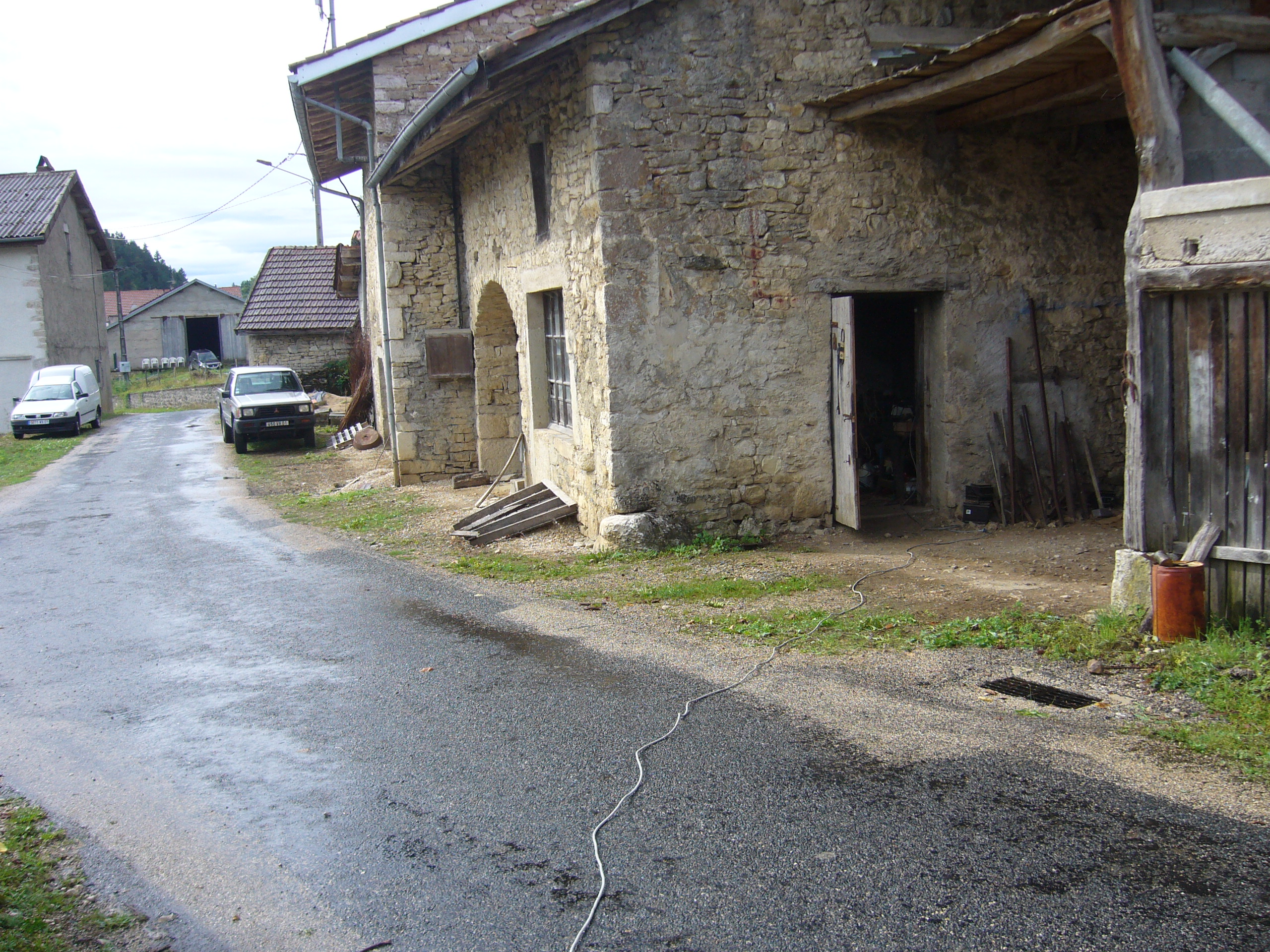
Chougeat : le chemin du maquis.

Pour se venger des attaques maquisardes et de l'aide qui leur est apportée, l'armée allemande attaque violemment la population. Des tortures, des viols, des meurtres sont commis. Des villages comme Racouze, Chougeat, La Rivoire, Vernon, Sièges sont brûlés. Las de la répétition des répressions, une partie de la population exprime son hostilité à la Résistance et au maquis.
À Bourg-en-Bresse, une attaque a lieu à la caserne de Thol. Cette opération a pour but de faire diversion en faisant croire à l'État-major allemand que les maquis sont présents et en nombre sur l'ensemble du département de l'Ain, c'est-à-dire dans les régions du Bugey, de la Bresse et des Dombes alors que les effectifs ne sont concentrés que sur les montagnes du Bugey.
52 actions allemandes ont lieu au cours de l'opération. Huit n'ont aucun impact pour les maquisards. Les Allemands procèdent à 923 arrestations, 148 exécutions, et détruisent 204 camps. Le matériel des maquisards est massivement détruit : onze armes collectives, 158 armes individuelles, 134 véhicules sont mis hors service. La population est massivement touchée par cette opération. Elle est la cible des représailles allemandes. 199 personnes sont arrêtées, 149 déportées, 44 tuées et 70 bâtiments sont détruits.

### Opération Treffenfeld
L'opération Treffenfeld représente la dernière grande opération militaire de l'armée allemande contre le maquis de l'Ain et du Haut-Jura. Celle-ci a lieu à l'été 1944 un peu avant le débarquement des Alliés en Provence car les troupes allemandes situées dans le sud-est de la France doivent avoir une zone de repli.
Les objectifs principaux des Allemands sont de reprendre les villes de Nantua et d'Oyonnax qui sont contrôlées par la Résistance et de libérer les soldats allemands emprisonnés. L'opération Treffenfeld se déroule du 11 au 21 juillet 1944. L'ordre est donné d'attaquer les régions d'Hauteville et Nantua. Le 12 juillet 1944, les troupes allemandes ont pris possession du col de Richemond, d'Hotonnes, de Ruffieu et du col de la Rochette. En parallèle, un bataillon est en place sur la ligne entre Bellegarde-sur-Valserine et Saint-Germain-de-Joux pour barrer un repli des maquisards vers le nord.
Henri Romans-Petit, ayant conscience du sous-effectif de ses troupes par rapport aux soldats allemands, décide d'éviter le combat. Il organise des opérations de sabotage contre les convois dans le but de les ralentir et de permettre le repli de ses troupes. Le 12 juillet 1944, un accrochage a lieu à Pont-d'Ain entre les maquisards et la Freiwilligen-Stamm-Division. À la suite d'échanges de tirs, Henri Girousse ordonne le repli des hommes mais, pour ralentir la progression allemande, ils placent en embuscade les compagnies Verduraz et Louison sur le plateau d'Hauteville-Lompnes le long de la route nationale 84.
De son côté, le groupement nord doit maintenir une zone dite de défense autour d'Oyonnax. L'armée allemande arrive de Dijon, Dole et Besançon, elle tente une manœuvre d'encerclement en passant par les routes d'Orgelet, Thoirette, Izernore d'une part et de Saint-Claude, Dortan, Oyonnax d'autre part. Noël Perrotot répartit des unités dans le secteur et met en place une stratégie qui consiste à maintenir les positions. L'avancée allemande est ralentie depuis le Jura, mais les troupes progressent. Le 12 juillet 1944, elles participent au massacre de Dortan puis prennent Oyonnax le 14 juillet 1944.
À l'est du département, une section de la compagnie Lorraine sous le commandement de Léon Boghossian et des sédentaires de l'Armée secrète emmenés par André Lamblot essaient de contenir la 157e division de réserve. Les combats ont lieu à Saint-Germain-de-Joux. Les soldats allemands utilisent la population locale comme « bouclier humain » et avancent. Les maquisards étant encerclés, Henri Romans-Petit donne l'ordre à André Lamblot de battre en retraite le 12 juillet 1944.

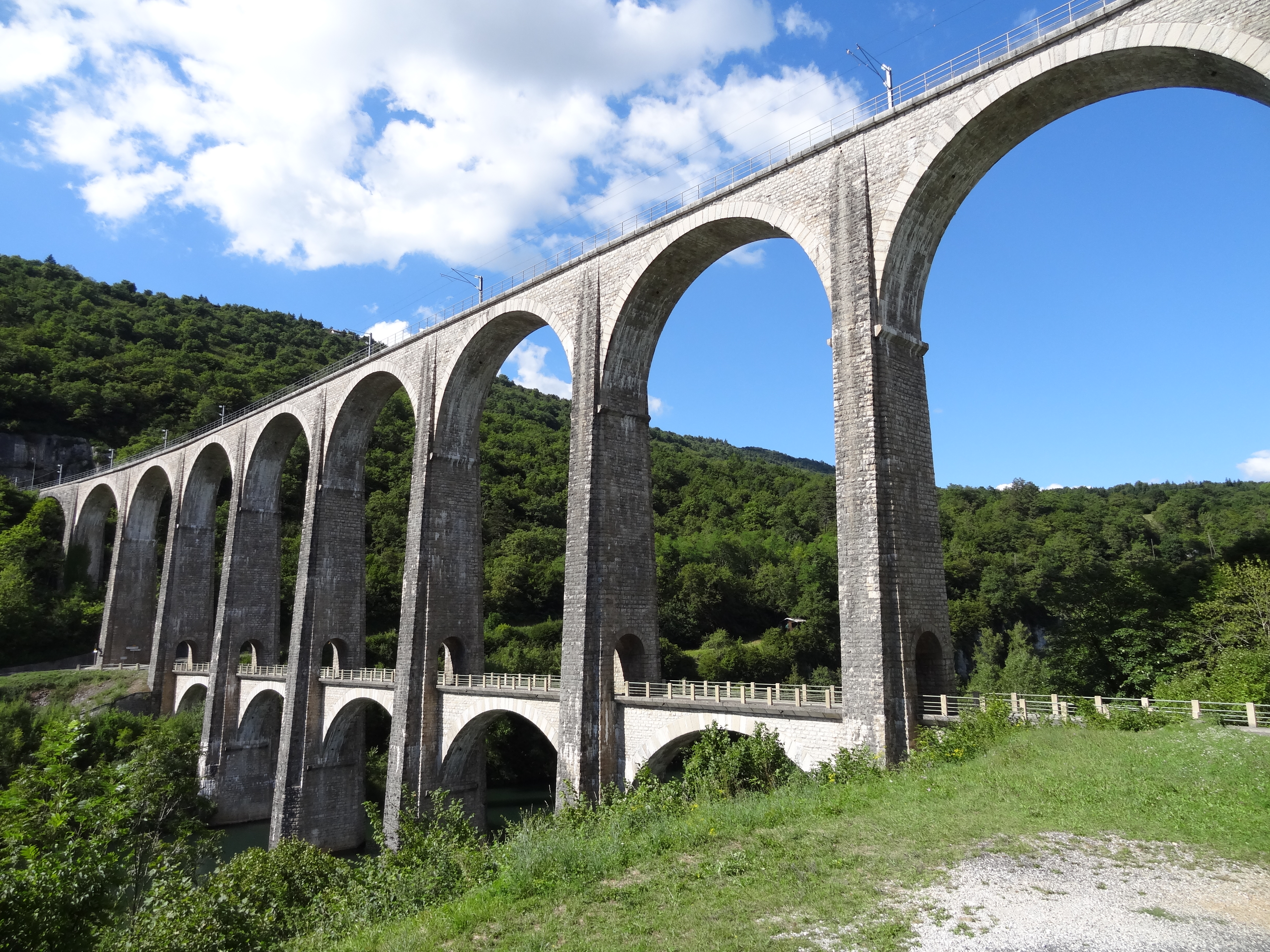
Le viaduc de Cize-Bolozon.

Le groupement ouest a pour mission l'interception des convois allemands au départ de Bourg-en-Bresse. Ils utilisent la rivière d'Ain comme ligne de défense. Le 11 juillet 1944, les soldats allemands menacent Neuville-sur-Ain puis la vallée du Suran. Les hommes du groupement ouest placent des embuscades le long de la progression allemande. Le 12 juillet, les sections répondent à l'ordre de repli et, pour couvrir leurs arrières, détruisent une partie du viaduc de Cize et le pont de Serrières-sur-Ain.
L'opération se termine avec les départs des deux divisions allemandes qui se rendent dans le Vercors. Aucun soldat allemand n'est laissé autour d'Oyonnax et Nantua et la population de ces deux villes, les plus touchées au cours de l'opération, a le sentiment que les maquisards l'ont abandonnée durant l'opération. Elle redoute que les maquis reviennent et entraînent avec eux une augmentation des pillages, puis de nouvelles opérations allemandes.

### Bataille du rail
Au cours de l'histoire des maquis de l'Ain et du Haut-Jura, la bataille du rail représente l'ensemble des actions de sabotage commises par les maquisards sur les installations ferroviaires du département. Ces actions sont parfois réalisées avec la complicité de cheminots, d'autres groupes de résistants — FTPF, AS, groupes francs — ou à la demande des Alliés. La bataille du rail est un enjeu important pour la Résistance départementale et les Alliés car le département de l'Ain est un carrefour ferroviaire pour la mobilité des divisions allemandes. Les plus grands dépôts ferroviaires du département sont ceux de Bellegarde-sur-Valserine, Bourg-en-Bresse et Ambérieu-en-Bugey, ils seront régulièrement la cible d'attentats.
Les deux moyens d'attaque des installations ferroviaires sont le bombardement ou le sabotage des installations électriques, du matériel roulant ou des voies. Durant toute la période d'occupation, la stratégie de la Résistance du département est d'effectuer des actions de sabotage. Un seul bombardement Allié a lieu le 25 mai 1944 sur le dépôt ferroviaire d'Ambérieu-en-Bugey, mais il n'engendre que des dommages collatéraux, tue un aiguilleur et neuf civils, et fait vingt blessés.

#### Première bataille du rail
Dès 1943, sur la ligne d'Ambérieu à Culoz des petits sabotages sont commis : en mars, des fils de transmission du disque rouge sont coupés vers la gare de Saint-Rambert-en-Bugey. La cluse des Hôpitaux et de l'Albarine, sur la même ligne, est particulièrement propice aux attentats. Le 2 octobre 1943, huit engins explosifs sont découverts entre Tenay et la Burbanche.
Les sabotages se multiplient en 1943 et plusieurs formes de Résistance y prennent part. Ils sont commis :
- soit par l'utilisation de charges explosives ;
- soit par le grippage des roulements des wagons avec du sable ;
- soit en retirant les tire-fonds qui fixent les rails sur les traverses ;
- soit en perçant les wagons-citernes ;
- soit en posant de fausses étiquettes indiquant de mauvaises directions[e 94].

La mission maquis interalliée Musc, préparée en septembre 1943 par la Special Operations Executive, rend prioritaire les actions de sabotage des installations ferroviaires. Le BCRA, n'ayant pas la même priorité, s'inquiète même auprès de Jean Rosenthal de la place que prend l'exécution de ces dernières au détriment de la formation à la guérilla. Ce dernier dresse alors le bilan de 81 locomotives mises hors d'usage entre septembre et décembre 1943.
À la fin de l'année 1943, la surveillance des voies passe sous le contrôle des forces allemandes, mais cela ne ralentit pas les actions des maquisards. Un rapport de la Direction centrale des Renseignements généraux et de la Gendarmerie nationale relève que le 12 janvier 1944 deux sites sont attaqués simultanément : le dépôt ferroviaire de Bellegarde-sur-Valserine où sont détruites par explosifs douze machines et un poste d'aiguillage ; et la gare de La Cluse où deux machines sont la cible des explosifs. Le 16 janvier 1944, une nouvelle opération au dépôt de Bourg-en-Bresse permet la mise hors service de onze autres locomotives.

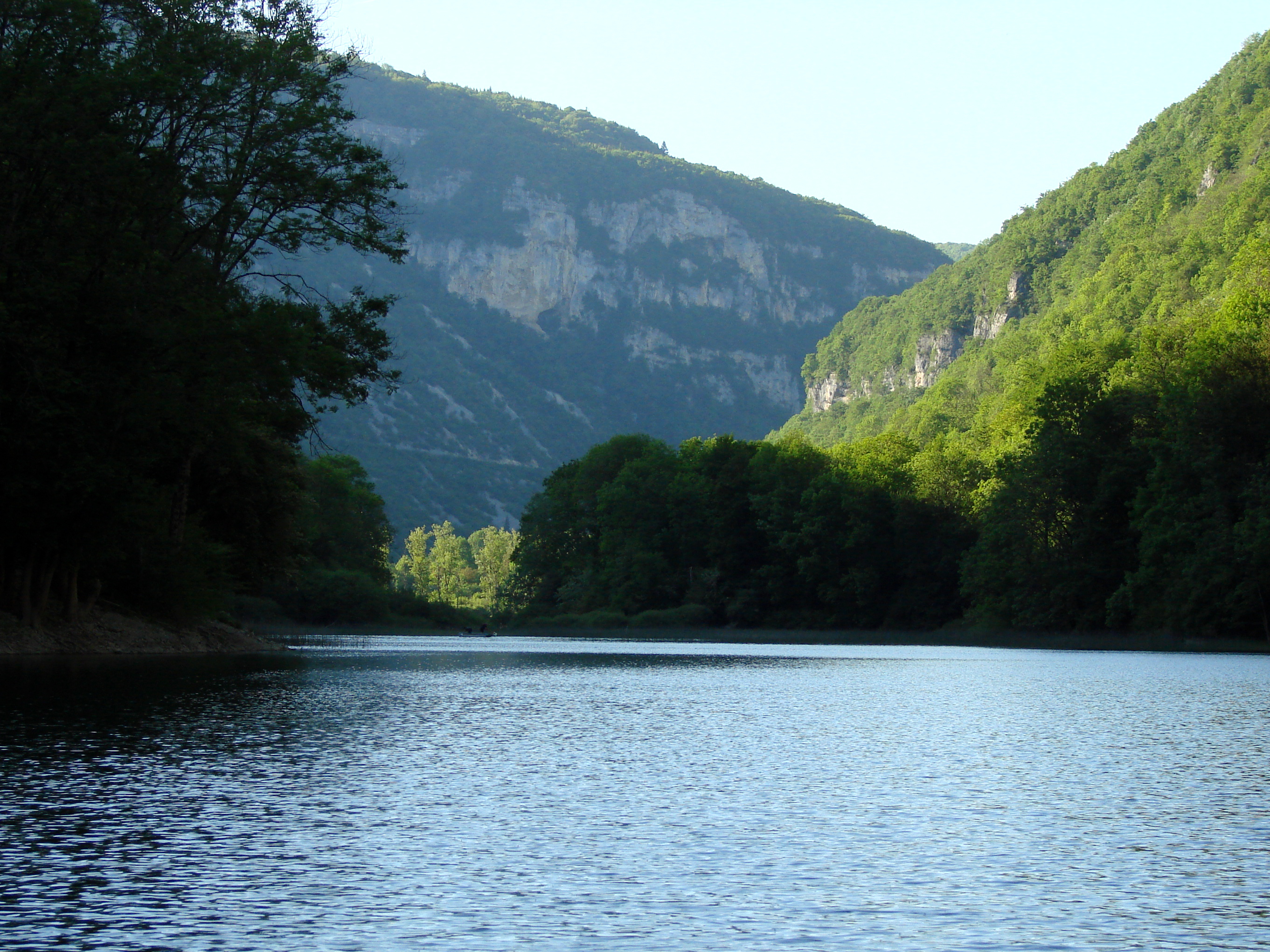
Le lac des Hôpitaux, entre Tenay et La Burbanche. La voie ferrée longe le lac à gauche, juste derrière les arbres.

Sur la ligne entre Torcieu et la Burbanche les attaques se multiplient. Trois sabotages ont lieu en décembre 1943 et janvier 1944 puis les 25, 29 et 30 mars 1944, sur le même trajet, trois convois sont visés, causant le déraillement de 24 wagons au total. D'avril à début juin 1944, 27 wagons, six voitures et une machine sont victimes de sept autres sabotages,.
Sur l'ensemble du réseau du département, entre janvier et avril 1944, 114 sabotages contre les voies ferrées sont relevés. Entre janvier et mai 1944, ce sont 368 machines qui sont mises hors d'usage dont 79 locomotives.

#### Mise en place du plan Vert
Durant la fin de l'année 1943 et le premier trimestre 1944, l'état-major de la Résistance situé à Londres prépare un plan global d'interruption du trafic ferroviaire et de sabotage des lignes les plus empruntées par la Wehrmacht: le Plan vert. Ce plan a pour but d'intensifier les actions de sabotages avec le débarquement de Normandie, mais offre la possibilité aux Résistants de ne pas attendre ce jour. Des plans détaillés des voies et les portions à détruire sont envoyés aux délégués militaires régionaux en France. Henri Girousse reçoit les instructions du plan Vert dès le mois de décembre 1943.
Fin mai 1944, l'État-major de Londres envoie un ordre : « réduire tous les aiguillages principaux de la gare de Bourg, sinon enverrons avions pour exécuter le travail ». Les maquisards se rendent à la gare, échangent de nombreux câbles avec le poste de commandement du département de l'Ain et obtiennent l'annulation temporaire de l'opération aérienne. Plus tard, des cheminots leur fournissent le plan complet des installations. Et, le 2 juin 1944, l'attaque de la gare de Bourg-en-Bresse par une centaine de maquisards permet la mise hors d'usage de quinze locomotives et d'une plaque tournante. L'État-major interallié effectue une reconnaissance aérienne et annule définitivement le bombardement de la gare de Bourg-en-Bresse.
Le soir du débarquement, le 6 juin 1944, le groupement sud détruit 52 locomotives au dépôt d'Ambérieu, le nœud ferroviaire le plus important du département. Cette attaque est préparée avec la complicité des cheminots. Par groupes de dix, les maquisards pénètrent dans l’entrepôt pour placer les charges explosives alors que l'alerte est donnée aux troupes allemandes. 52 locomotives, une plaque tournante et dix machines-outils sont ainsi détruites. Un maquisard est blessé, trois Allemands tués et plusieurs blessés.
Le 6 juin 1944, le débarquement des troupes Alliées a lieu en Normandie. L'état-major allemand souhaite rapatrier des troupes vers le front normand. En l'apprenant, les chefs des maquis de l'Ain ordonnent la mise en place de maquisards sur l'ensemble du territoire contrôlé. Pour contrer les avancées allemandes et en préparation de l'insurrection générale, la résistance avait établi depuis Londres le plan Vert destiné à interrompre les communications par routes ou voies ferrées. Toutes les nuits les maquisards interrompent le trafic ferroviaire.

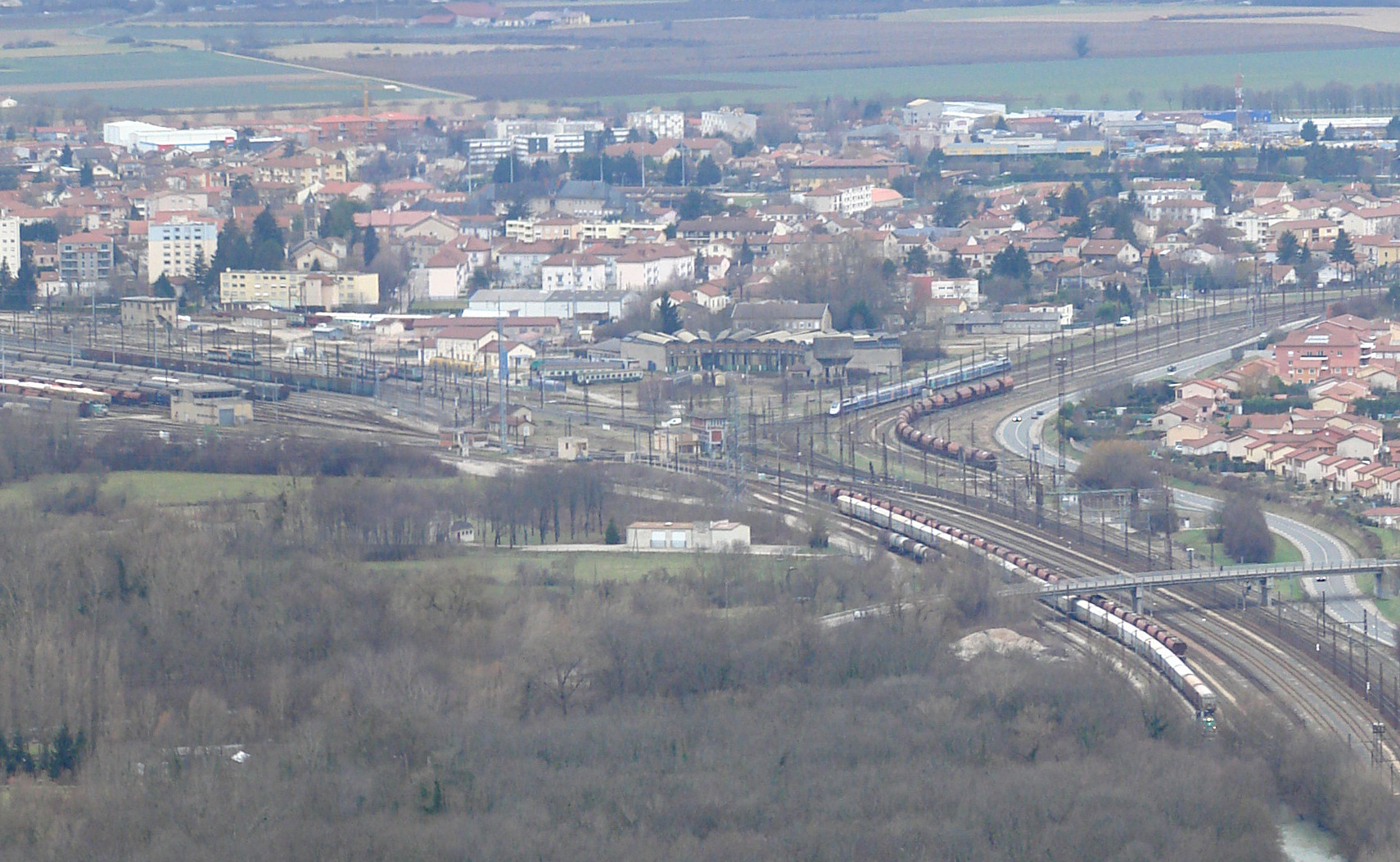
Vue du dépôt ferroviaire d'Ambérieu-en-Bugey.

Dans la nuit du 6 au 7 juin 1944 a lieu le sabotage du dépôt ferroviaire d'Ambérieu-en-Bugey. L'action est menée conjointement par des hommes du groupe Verduraz et du camp Nicole, des enfants de troupe de l'École militaire préparatoire d'Autun, de groupes de l'Armée secrète et de cheminots, sous le commandement d'Henri Girousse. Elle aboutit à la destruction ou l'immobilisation de 52 locomotives, de trois rotondes, et d'un atelier d'entretien avec ses machines-outils. Un seul blessé est à déplorer. Il n'y a aucunes représailles, les Allemands ayant imaginé que les auteurs sont des parachutistes.
À partir du 8 juin 1944, des sabotages de voies ferrées ont lieu toutes les nuits pendant douze jours. Les axes prioritaires sont ceux reliant Ambérieu-en-Bugey à Culoz puis Modane, Strasbourg à Lyon et Paris à Lyon puis Marseille. Ces centaines de sabotages de voies et de matériels roulants ont lieu jusqu'à la libération du département avec une amplification lors du débarquement des Alliés en Provence où les troupes allemandes cherchent à se replier au nord-est de la France.
Six trains de transports de troupes sont attaqués entre le 6 août et le 16 août 1944 sur la ligne entre Coligny et Saint-Amour. Plusieurs soldats allemands sont tués et des véhicules blindés présents à l'intérieur du convoi sont détruits. Le 18 août 1944, un pont métallique est détruit à Vonnas sur la ligne reliant Bourg-en-Bresse à Mâcon.
Le 14 août 1944, Henri Romans-Petit ordonne à toutes ses troupes « d'empêcher tout trafic ennemi sur les voies ferrées entre la France et l'Italie. ». Les voies Ambérieu - Culoz - Chambéry, Lyon - Grenoble et Ambérieu - Bourg-en-Bresse sont coupées. Des ponts ferroviaires y sont parfois détruits.

## Organisation des camps

### Intérêts géostratégiques du département

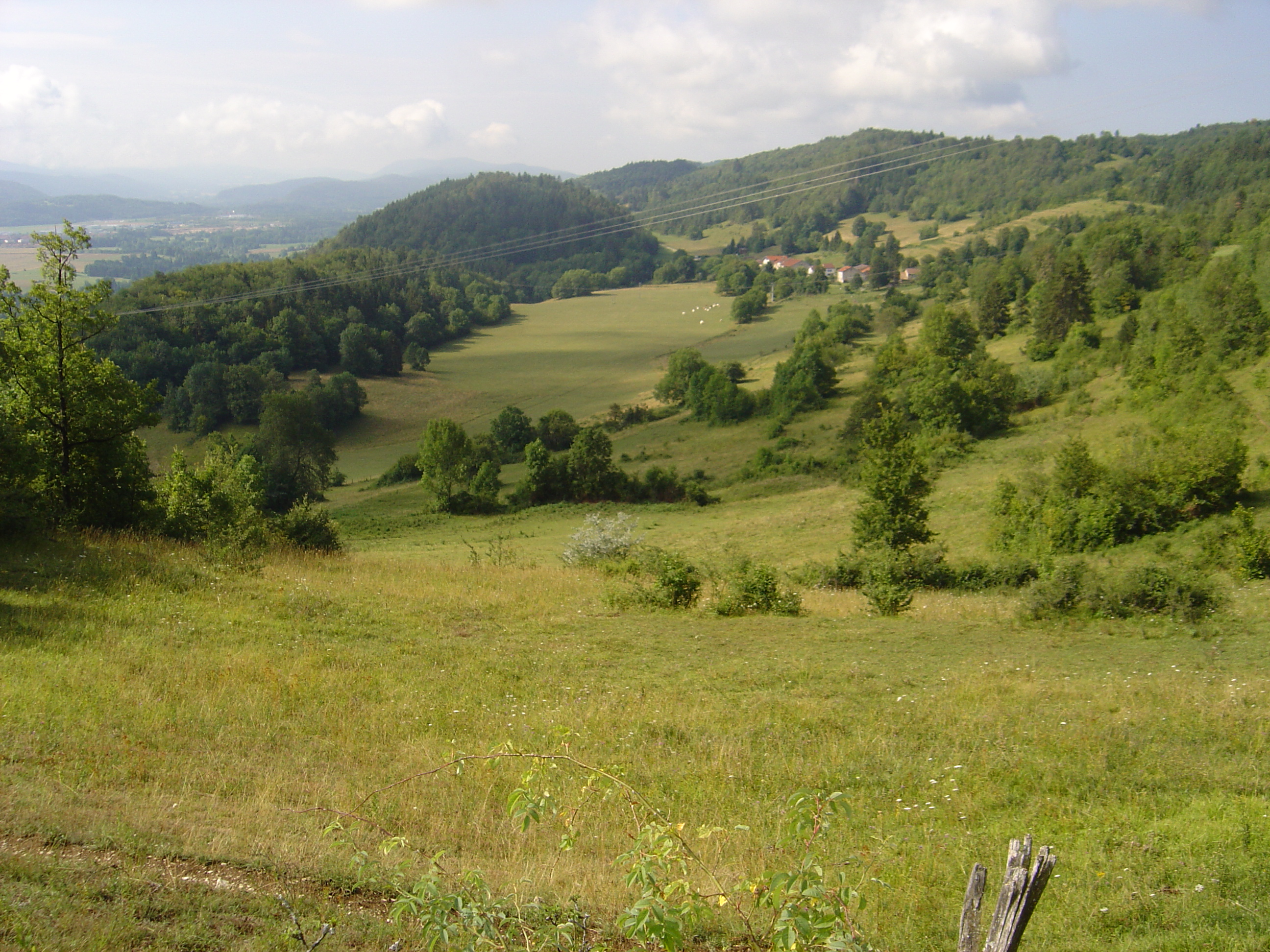
Chougeat, vue du vallon.

La dualité topographique du département de l'Ain apporte deux intérêts géostratégiques à l'implantation d'une résistance sous forme de maquis. À l'ouest, la Bresse et la Dombes sont constituées de plaines et sont des lieux stratégiques pour effectuer les opérations aériennes de la Royal Air Force. Le Bugey est situé dans la partie orientale du département de l'Ain entre le fleuve du Rhône et la rivière d'Ain, il s'étend en partie sur le Jura méridional. Il est composé d'un relief montagneux accidenté, surtout pour le secteur appelé Haut-Bugey, le terrain est couvert d'épicéas. Il comporte une grande quantité de fermes isolées que les groupes de maquisards utiliseront pour se camoufler. Il s'agit d'un terrain propice à la pratique de la guérilla, : depuis les hauteurs, les hommes peuvent effectuer des attaques, comme des mitraillages sur les colonnes de camions nazis, et les bois permettent aux groupes de maquisards d'avoir un abri et de battre en retraite en cas d'échec.
À l'est, le département est situé à la frontière avec la Suisse permettant de s'évader et de créer des réseaux de renseignements. À l'ouest, la ville de Lyon, un des foyers de la résistance, est frontalière du département.
Le département de l'Ain est également un carrefour ferroviaire important pour la mobilité des divisions allemandes :
- Le dépôt SNCF d'Ambérieu-en-Bugey, situé au pied des montagnes du Haut-Bugey possède trois rotondes. 2 000 personnes y sont employées dont 1 100 cheminots[e 102] ;
- Le dépôt de Culoz est un autre centre ferroviaire stratégique et vital pour les divisions allemandes[e 10].

Ces nœuds ferroviaires et la proximité des montagnes font que le Bugey est un lieu stratégique pour effectuer des sabotages. Le Special Operations Executive porte donc un intérêt particulier pour la région en raison de la guerre en Italie.
En février 1944, Richard Heslop trouve un autre avantage à l’implantation des maquis dans l'Ain. Contrairement à la Haute-Savoie, où le relief accidenté permet de cacher un nombre important d'hommes, mais où les itinéraires de repli sont rares, l'Ain dispose d'un nombre important de routes praticables et donc propices aux replis. Il existe aussi de grands plateaux à l'ouest qui serviront aux parachutages et il reconnait l'avantage du relief à l'est du département pour le camouflage et la pratique de la guérilla.

### Localisation des camps
| \| Oyonnax Bourg-en-Bresse Cize Chougeat Granges Georges Benat Pré-carré Les Combettes Morez Verduraz \| Localisation des principaux camps de maquis fin 1943. |
| Oyonnax Bourg-en-Bresse Cize Chougeat Granges Georges Benat Pré-carré Les Combettes Morez Verduraz                                                             |

Neuf camps sont recensés à la fin de l'année 1943.
- Le camp de Chougeat ouvert en mars 1943 est le plus ancien d'entre eux. Il regroupe une soixantaine de maquisards sous le commandement de Charles Bletel[a 18] ;
- Le camp de Cize date du mois de juin 1943. Il est situé en haut d'une falaise à proximité du barrage de Cize-Bolozon ;
- Le camp Verduraz est formé par le capitaine Henri Romans-Petit en juillet 1943 à la ferme de Terment et abrite environ quarante-cinq hommes ;
- Le camp de Morez, créé par Pierre Marcault, compte environ quarante hommes à sa création vers le milieu du mois d'août 1943 dans la région sud de Bellegarde sur le plateau d'Hotonnes. L'augmentation conséquente du nombre de ses membres nécessite l'ouverture du camp des Combettes placé à environ un kilomètre à l'est de ce dernier ;
- Le camp des Combettes compte une cinquantaine de personnes d'origines géographiques relativement différentes ;
- Le camp de Granges est créé en septembre 1943. Deux groupes réfractaires étant sous la menace de répression décident d'unir leurs forces et de former ce camp qui comptera jusqu'à soixante-dix personnes ;
- Le camp de Pré-carré[7] est créé par Jean-Pierre de Lassus en novembre 1943 et se situe au nord d'Hotonnes. Il compte environ cinquante personnes. Le 12 janvier 1944, Jean-Pierre de Lassus passe le commandement du camp de Pré-carré au lieutenant Paul de Vanssay, évadé d'Allemagne. À partir de cette date, Paul de Vanssay contrôle également les camps des Combettes et de la ferme Morez ;
- Le camp de la ferme de Pray-Guy à Brénod est créé par Georges Bena en novembre 1943[a 19]. Il se distingue pour avoir accueilli jusqu'à quatre-vingt hommes tout en faisant preuve d'une très grande discipline[a 17] ;
- Le camp Rolland est le dernier formé.

D'après les études issues du cahier des effectifs maquisards sous le commandement du capitaine Henri Romans-Petit, 454 hommes sont recensés au début du mois de janvier 1944. Cependant l'homme chargé de l'établissement de ce cahier, Marius Roche estime, d'après les chiffres transmis par Owen Denis Johnson à Londres, que le chiffre réel est de 485 maquisards.

### Vie des camps
Le ravitaillement est un point important de la vie des camps. Les hommes se procurent les vivres dans les villages alentour grâce aux dons des villageois. Cependant la quantité est insuffisante et il s'agit souvent de bœuf salé — qui peut-être conservé un mois — de lentilles, de pommes de terre et de pain. Les déplacements s'effectuent la nuit pour une plus grande discrétion.

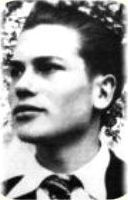
Charles Blétel, chef du camp de Cize.

### Population du maquis
Durant l'année 1943, un cahier des effectifs des camps du maquis a été rédigé. Il offre un aperçu de la population maquisarde durant cette période.
Au 1er janvier 1944, 454 noms sont recensés. Cependant, d'après Marius Roche, il existe une marge d'erreur permettant de fixer l'effectif réel à 485 personnes. Ils sont placés sous les ordres du colonel Henri Romans-Petit et répartis entre les camps des groupements nord et sud. 323 personnes forment le groupement sud.
Sur cette population : 49 % sont issus du département de l'Ain, 38 % viennent d'ailleurs en France dont 19 % de la zone occupée, et 13 % sont étrangers. Les étrangers sont originaires de Yougoslavie (14), de Pologne (12), d'Italie (11), d'Espagne (7), de Russie (4), de Belgique (4) et de Suisse (1). Les Yougoslaves, Polonais et Russes sont des déserteurs de la Wehrmacht. Les Italiens et Espagnols sont des réfugiés politiques ayant fui les régimes de Benito Mussolini et de Francisco Franco. Cette part d'étrangers est deux fois plus importante que la moyenne nationale des autres maquis (6 %). Un aviateur canadien abattu fait également partie du groupe de l'hiver 1943 jusqu'à l'été 1944.
Les classes d'âge s'étendent entre 16 et 55 ans ; une majorité de maquisards, 86 %, a moins de 24 ans. 52 % des effectifs sont des jeunes nés entre 1920 et 1922 et qui ont refusé l'envoi forcé au Service du travail obligatoire. Mais tous les réfractaires au STO ne s'engagent pas au maquis : une étude du Registre des insoumis, défaillants et réfractaires menée par Yves Martin montre qu'entre le 3 septembre 1943 et le 26 décembre 1943, 1 301 jeunes — nés entre 1920 et 1922 — sur 1891 n'ont pas répondu à leur convocation.

### Évolution des maquisards
Le groupement sud réunit les camps des Combettes, de Morez, de Pré Carré (Lorraine), de Corlier, de Richard, le groupe de transport et le poste de commandement. Le cahier des effectifs possède plus de détails pour ces camps et permet de connaître l'évolution des camps par date d'arrivée des 323 hommes y étant arrivés.
Au cours de l'année 1943 les arrivées se sont amplifiées. Dans le groupement sud, 22 maquisards sont recensés entre février et mai 1943, puis 89 de plus entre juin et août 1943. La majorité des arrivées (57,6 % des effectifs) se sont produites entre septembre et novembre 1943, soit 186 personnes. Cette amplification des arrivées est expliquée en partie par le défilé du 11 novembre 1943 à Oyonnax mais également par la rudesse de l'hiver et du printemps dans le département qui, conjuguée au manque de moyens, n'incite pas les personnes à rejoindre le maquis.
Jusqu'à la libération, le nombre de maquisards croît. En juin 1944, il est estimé à 4 561 personnes pour les camps des groupements sud et nord et 2 645 personnes pour les groupements est, qui sont situés dans la Bresse et la Dombes. Au total, en juin 1944, 7 206 personnes sont disponibles pour se battre contre l'occupant allemand.

## Lieux de mémoire

### Monuments et stèles
De nombreux monuments et stèles ont été édifiés en hommage aux maquis de l'Ain et du Haut-Jura. De grands monuments rendent hommages à l'ensemble des maquisards, résistants et personnes ayant contribué à la libération du département :
- le principal d'entre eux est le mémorial des maquis de l'Ain et de la Résistance situé sur la commune de Cerdon. Sa construction est décidée par l'Association des anciens du maquis de l'Ain présidée par le colonel Henri Romans-Petit et débute le  26 juin 1949 pour une inauguration le 29 juillet 1951[a 21]. Elle est financée par l'État français, le département de l'Ain et des dons privés. Le corps d'un maquisard inconnu y est inhumé lors d'une cérémonie présidée par Gaston Monnerville le 20 mai 1954 puis un cimetière réunissant 89 maquisards et victimes de la Shoah est ensuite créé puis inauguré le 24 juin 1956 par le général de Gaulle. La citation « Où je meurs renaît la Patrie », issue du dernier vers de La Chanson du franc-tireur de Louis Aragon, est gravée sur le monument[9] ;
- un autre grand monument hommage aux maquis est créé dans l'Ain. Il est inauguré à Hotonnes, plus exactement aux Plans d'Hotonnes en 2001 et est baptisé Une porte ouverte sur le Maquis. Ce monument est également dédié aux populations d'Hotonnes et du Valromey[a 22] ;
- au col de la Lèbe, un monument est dédié aux maquisards du Bugey[a 23] ;
- à Hauteville-Lompnes, un monument est dédié aux résistants du plateau d'Hauteville[a 24] ;
- à Châtillon-sur-Chalaronne se dresse le monument aux résistants dombistes[a 25].
- à Montanges, se dresse sur la D 14 le monument dédié au combat du 8 avril 1944, au cours duquel Paul de Vanssay et 17 de ses compagnons sont tués. Une Croix blanche située en contrebas sur le plateau de Labâtie marque l'emplacement exact où Paul de Vanssay est tombé.

Des monuments sont dédiés aux différents combats livrés par les maquisards :
- pour le combat du 2 février 1944 ayant entraîné la mort de sept hommes, une stèle est érigée à Ruffieu[a 26] ;
- pour l'attaque allemande du 5 février 1944 ayant causé la perte de trois maquisards[a 27]. Une stèle est implantée à Hauteville-Lompnes au lieu-dit Le Rut[a 28]. Elle est baptisée la « stèle du combat du groupe franc Marco du 5 février 1944 ». Une autre se situe à Brénod au lieu-dit du Monthoux[a 27]
- Une stèle rappelle le souvenir et le lieu où un maquisard a été fusillé par les Allemands à Dompierre-sur-Veyle.
- pour le combat du 8 février 1944 durant lequel dix maquisards et un fermier sont tués, deux monuments sont créés. Ils sont situés à L'Abergement-de-Varey[a 29] et sur le site de la ferme de la Montagne[a 30].

Des stèles sont édifiées en hommage à des personnalités du maquis et sur les lieux d’implantation des camps :
- l'une d'entre elles honore la mémoire d'un pionnier du maquis Marius Chavant, tué en 1944. Elle est située à Montgriffon sur la commune d'Aranc[a 31] ;
- une stèle située à Corveissiat au lieu-dit Chalour repère l'emplacement du camp de Cize, et rend hommage aux 58 morts de l'été 1943[a 32] ;
- l'emplacement de l'école des cadres, à Aranc, au lieu-dit des Gorges, est repéré par la stèle du 1er poste de commandement clandestin de Romans[a 33].

D'autres stèles rendent hommages aux alliés des maquis de l'Ain et du Haut-Jura.
- Le monument aux Ailes Alliées est inauguré en 1989 dans la prairie d'Échallon. Il symbolise l'aide apportée par les alliés durant le conflit. Les cendres de Richard Heslop, Denis Johnson, Raymond Aubin et Marcel Veilleux y sont conservées[a 34].
- À Izernore, un monument rend hommage à l’United States Army Air Forces. Il est situé sur le terrain où eut lieu le premier atterrissage en France occupée d'un avion Allié dans la nuit 6 au 7 juillet 1944[a 35].
- Des monuments sont dédiés à la Royal Air Force : à Saint-Vulbas[a 36], à Manziat sur le terrain Aigle[a 37] et dans le village[a 38], à Ambérieu-en-Bugey[a 39], à Hauteville-Lompnes[a 40], à Saint-Jean-le-Vieux[a 41], à Sermoyer[a 42], à Bletterans[a 43].
- D'autres stèles sont dédiées :
  - aux Forces unies de la jeunesse patriotique à Villieu[a 44], à Meximieux[a 45], à Hauteville-Lompnes[a 46] ;
  - à l'Armée secrète à Neuville-sur-Ain[a 47] ;
  - aux enfants de troupe de l'école militaire d'Autun à Neuville-sur-Ain[a 48] et au camp militaire de La Valbonne[a 49] ;
  - à la Résistance-Fer d'Ambérieu-en-Bugey[a 50].

Des monuments aux morts dédiés à la Seconde Guerre mondiale sont situés dans la majorité des communes du département.

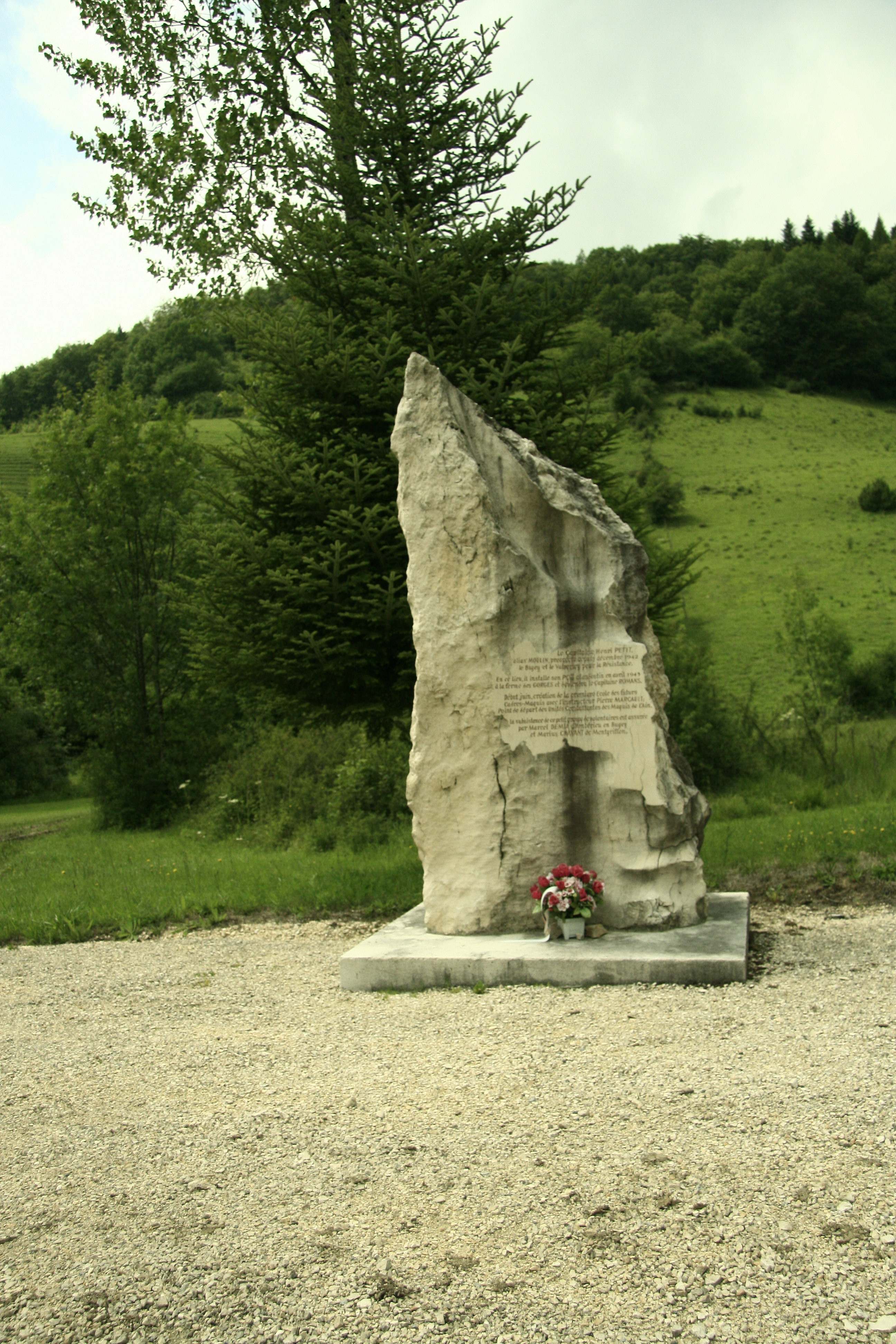
Stèle commémorative du maquis de l'Ain à Aranc, au lieu-dit Colognat.
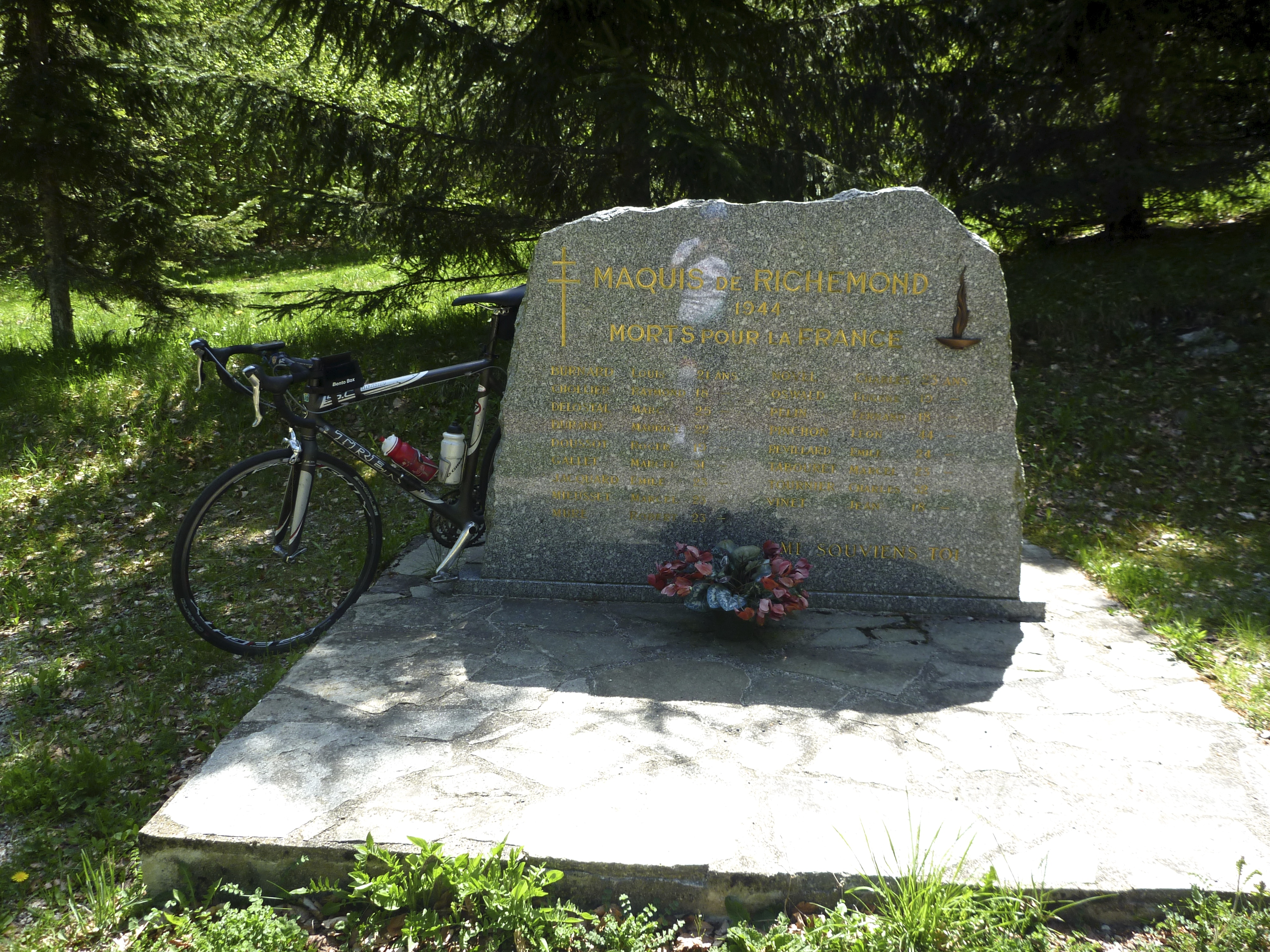
Le monument du maquis au col de Richemond.
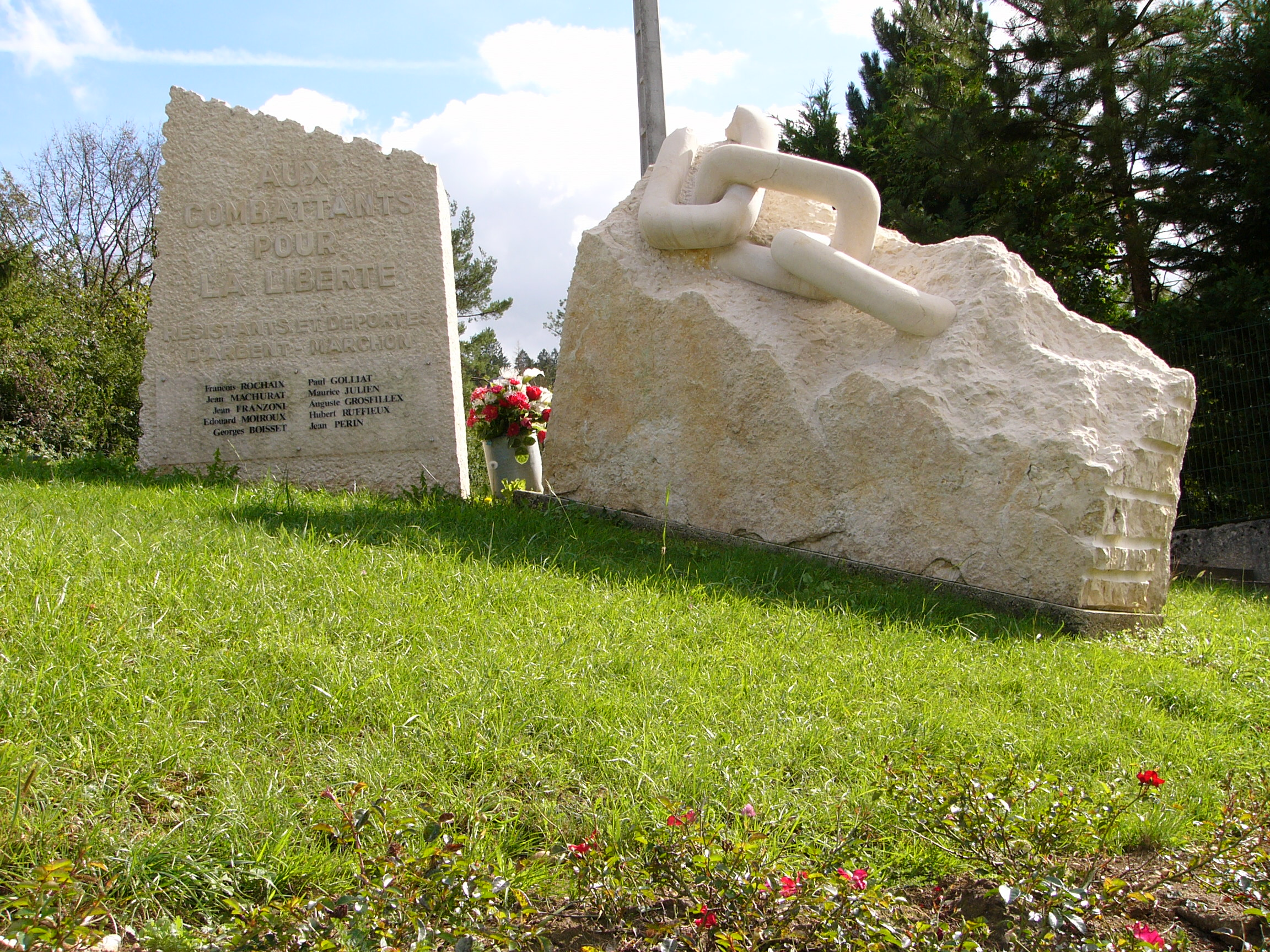
Monument des maquis à Arbent.

### Villages martyrs
En représailles des actions de la Résistance, les troupes allemandes se sont fréquemment attaquées aux populations civiles, brûlant les villages et s'attaquant aux habitants. Les villages d'Ugna, Lavancia, ainsi que de petits hameaux ont été détruits. Au cours du mois de juillet 1944, Dortan est le théâtre d'un massacre et est entièrement incendiée. La ville est reconstruite comme « cité martyr » pour héberger les habitants et les commerces,.
Des plaques et des stèles ont été érigées dans les villages martyrs incendiés en juillet 1944. Elles sont situées à Cerdon, Chavannes-sur-Suran, Dortan, Chevignat, Coligny, Verjon, Pressiat, Salavre, Courmangoux, Roissiat, Cuisiat.

### Musées

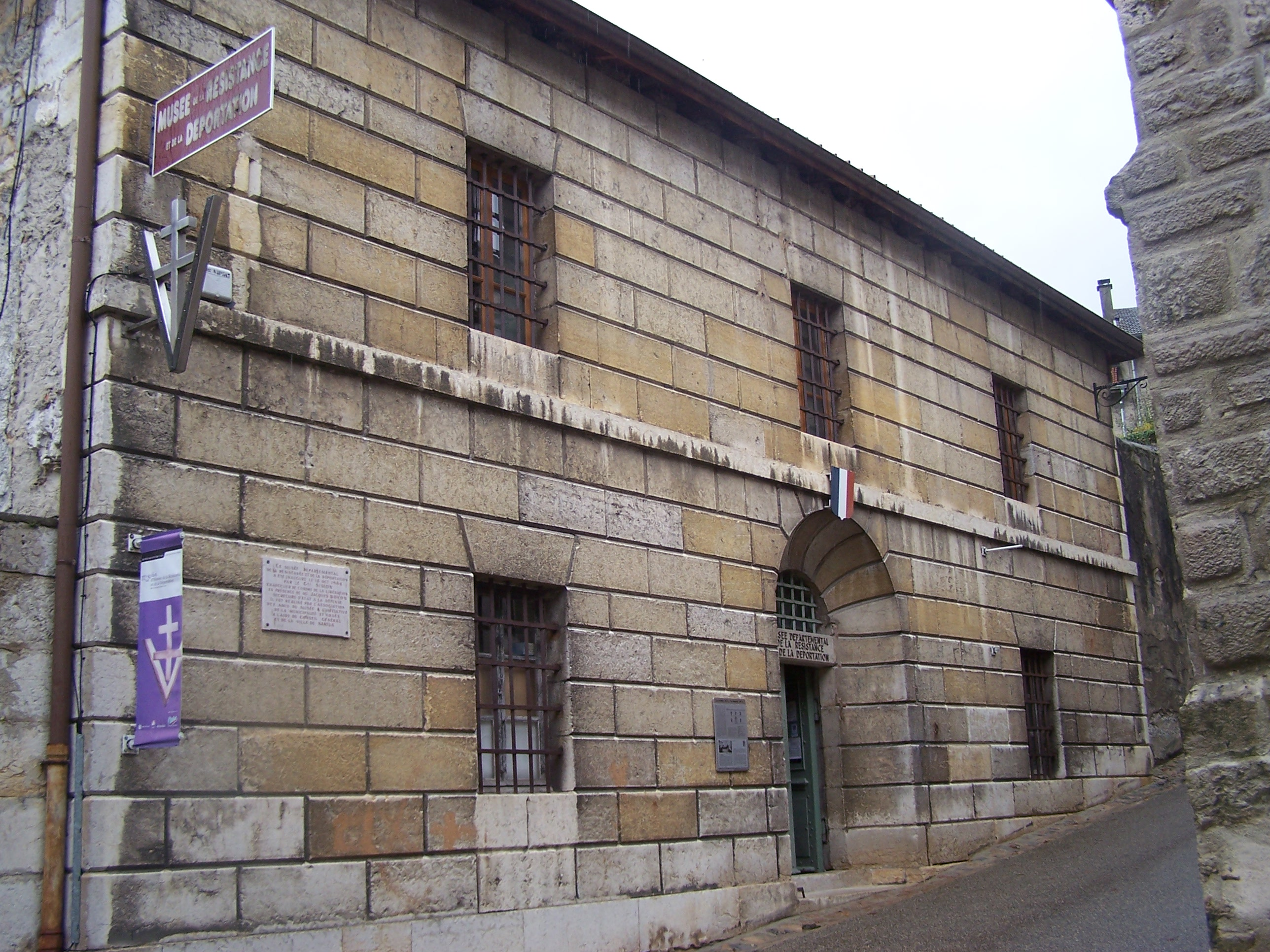
Façade du musée de la Résistance et de la Déportation de l'Ain et du Haut-Jura.

Le musée départemental d'Histoire de la Résistance et de la Déportation de l'Ain et du Haut-Jura est un musée situé à Nantua dont le thème est celui de la France durant la Seconde Guerre mondiale et plus spécialement l'histoire de la Résistance et des maquis de la région. Il est inauguré le 12 août 1986 et est visité par plus de 9 800 visiteurs en 2008. Il possède plus de 15 000 objets.